# کلیسای ارتدکس قبطی

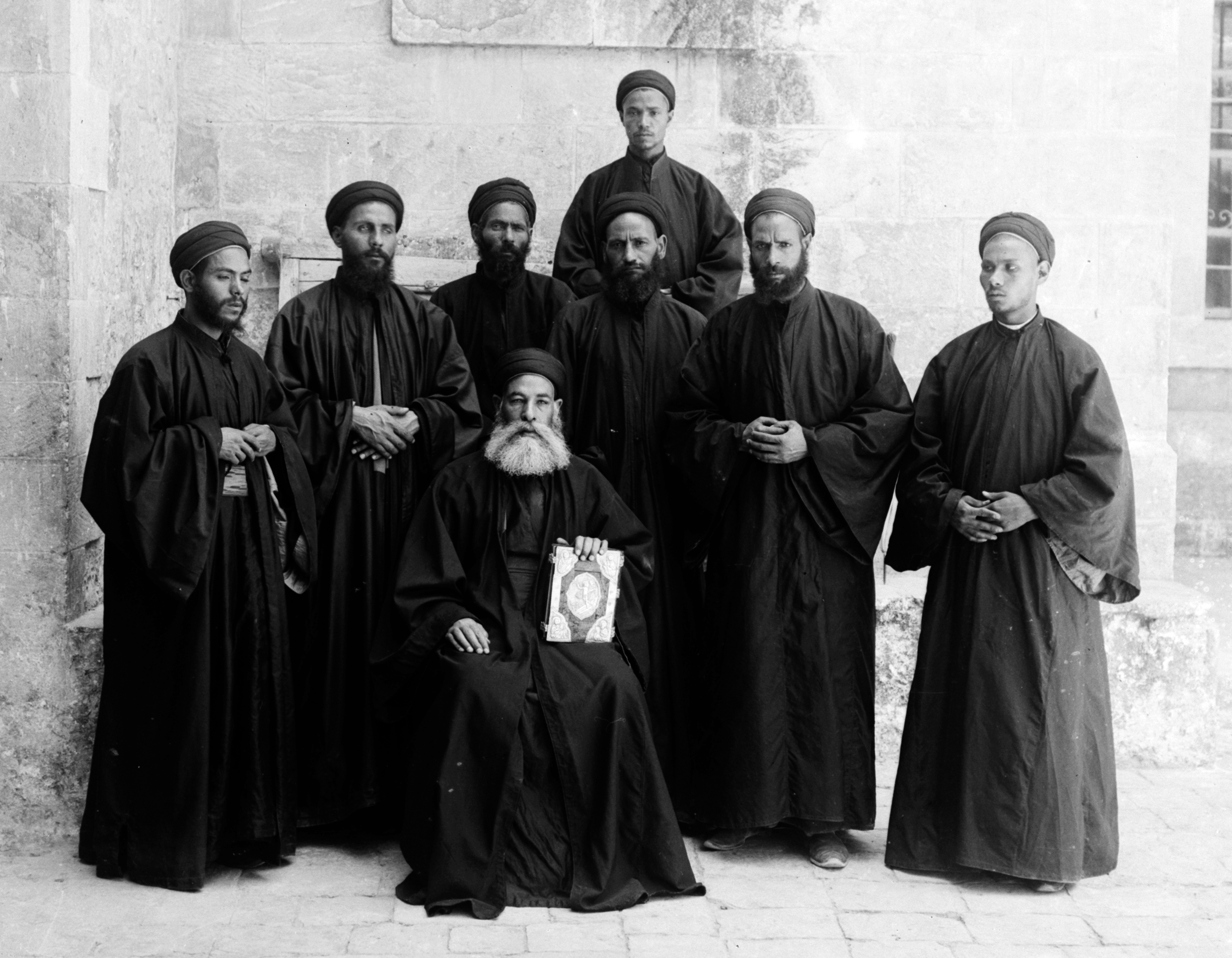
تصویری از گروهی از طلاب ارتدکس قبطی، متعلق به حداقل یک صد سال پیش.

کلیسای اُرتُدُکسِ قِبطی (به قبطی: Ϯⲉⲕ̀ⲕⲗⲏⲥⲓⲁ ⲛ̀ⲣⲉⲙⲛ̀ⲭⲏⲙⲓ ⲛ̀ⲟⲣⲑⲟⲇⲟⲝⲟⲥ؛ به عربی: الكنيسة القبطية الأرثوذكسية) یک کلیسای ارتدکس مشرقی و مستقلی است که از کلیسای کاتولیک قبطی جدا شد.
پیروان این دین قبطی‌هایی هستند که به شاخه‌های دیگر مسیحیت روی نیاوردند.
زبان دینی ارتدکسهای قبطی زبان قبطی است. شانزده میلیون مسیحی قبطی پاپ ویژهٔ خود را دارند.

## نگارخانه

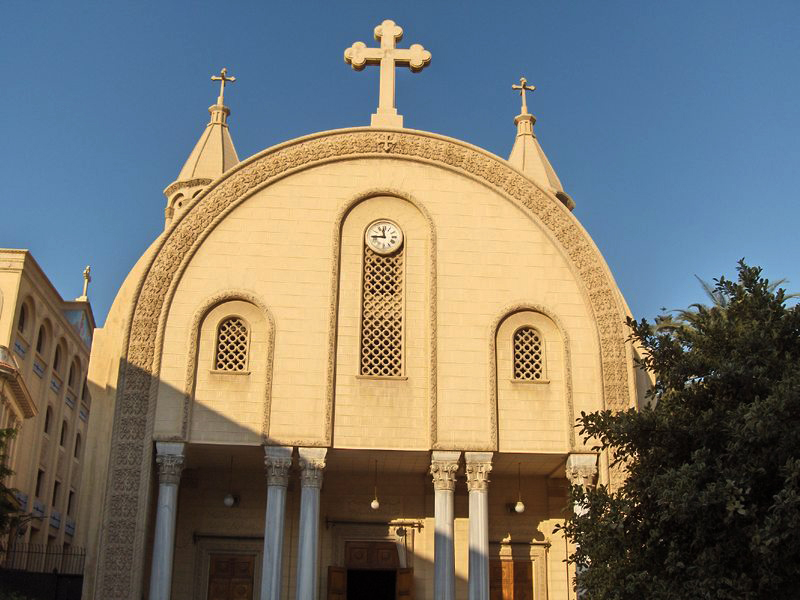
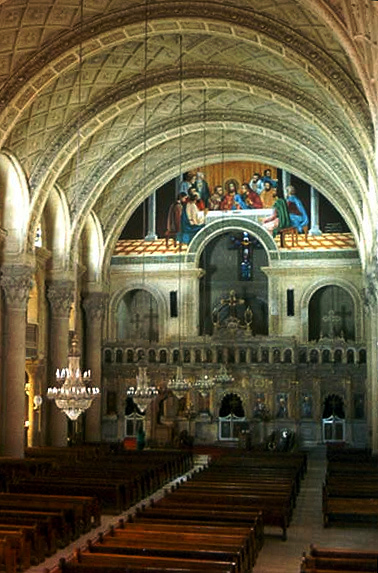
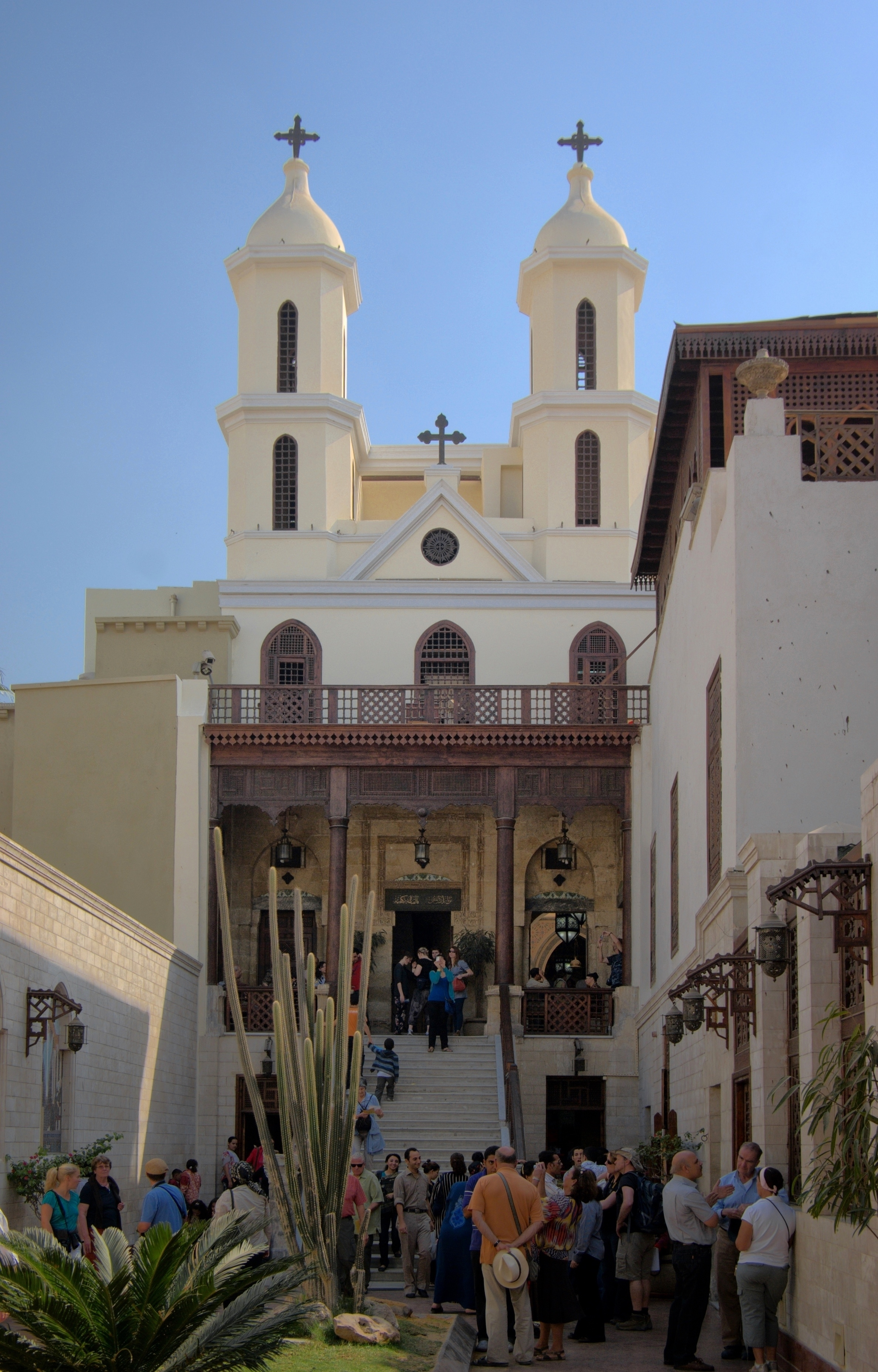
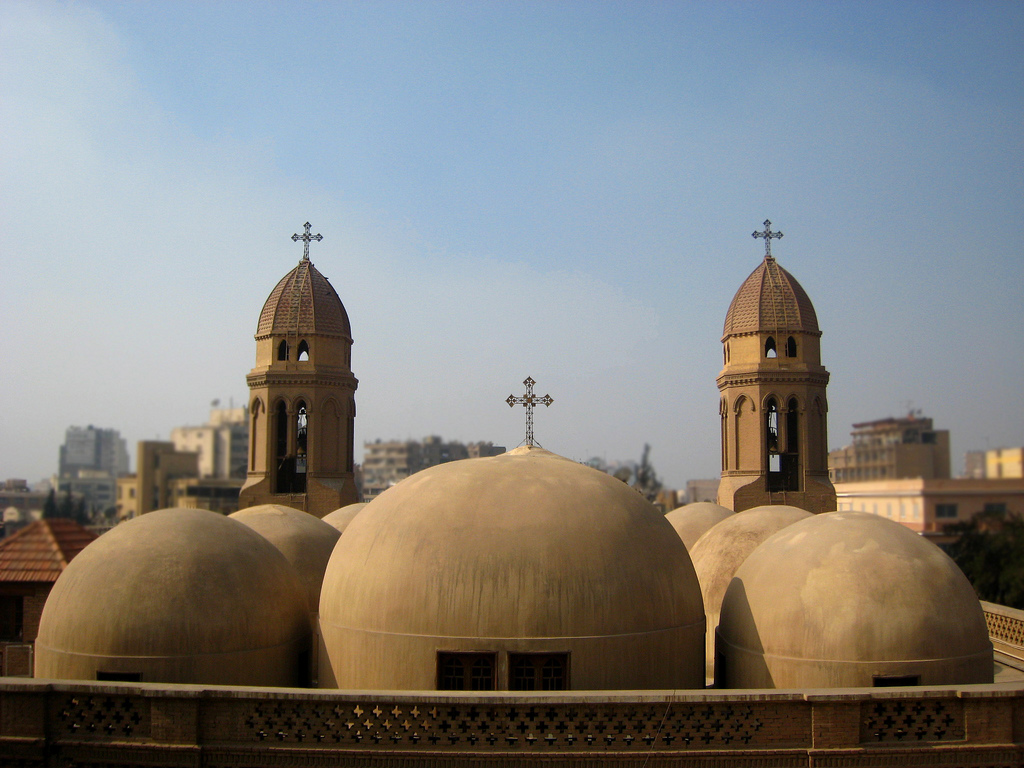
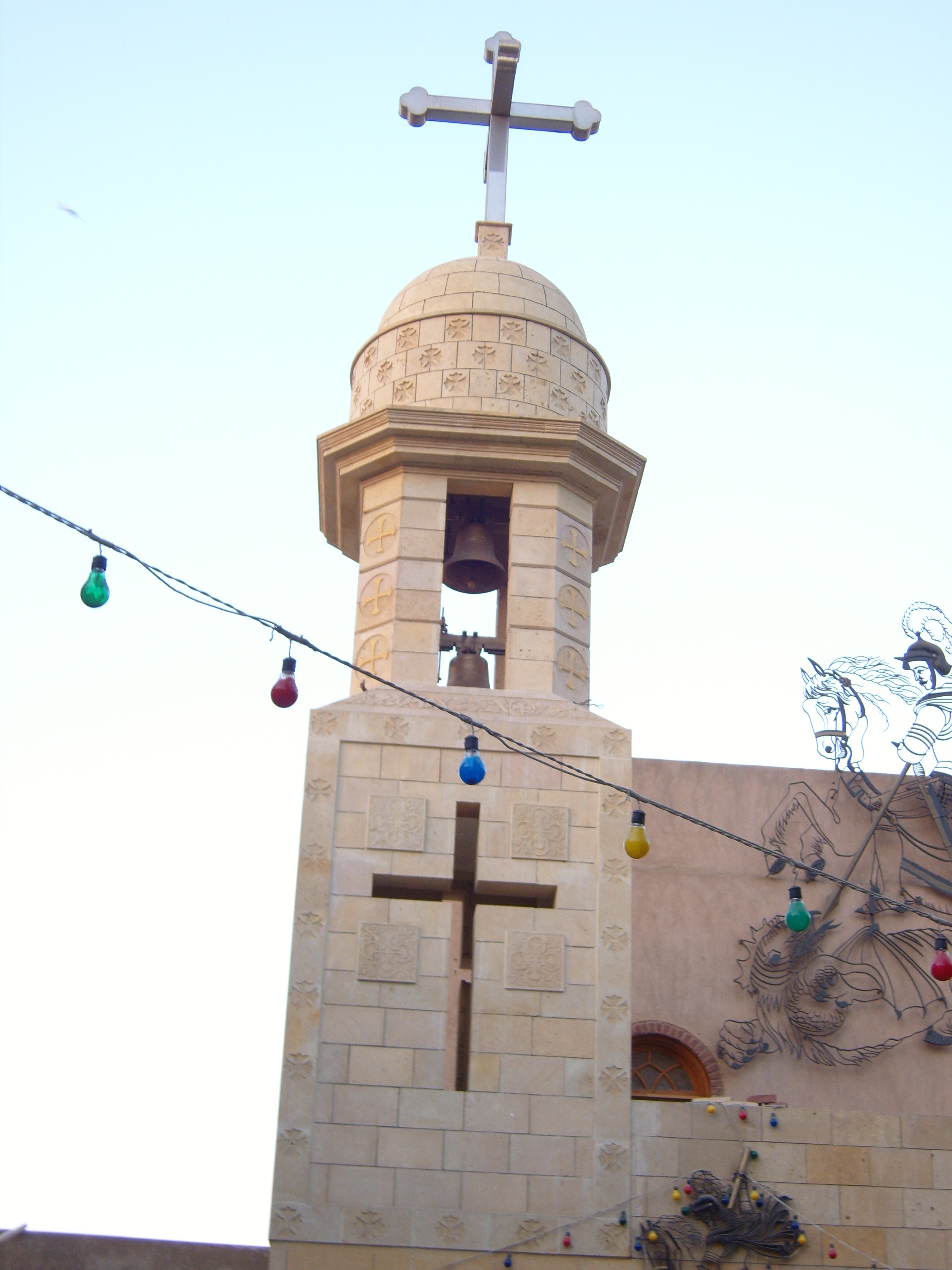
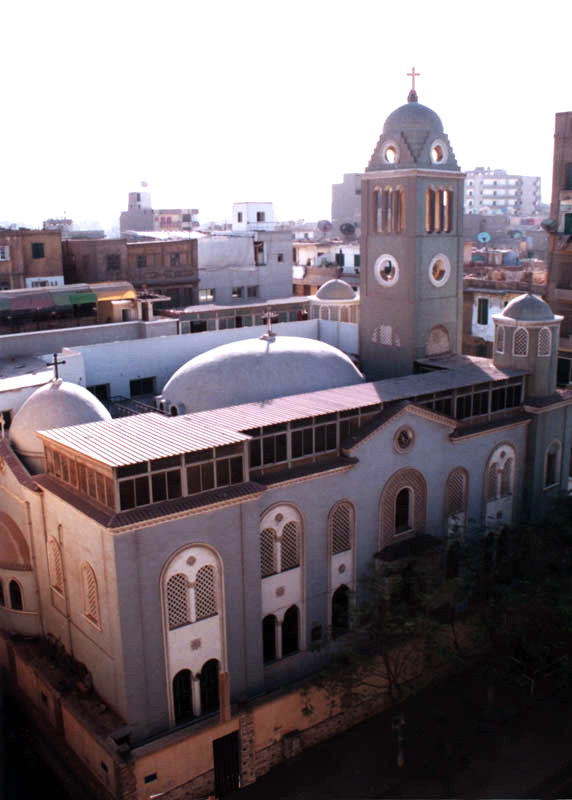
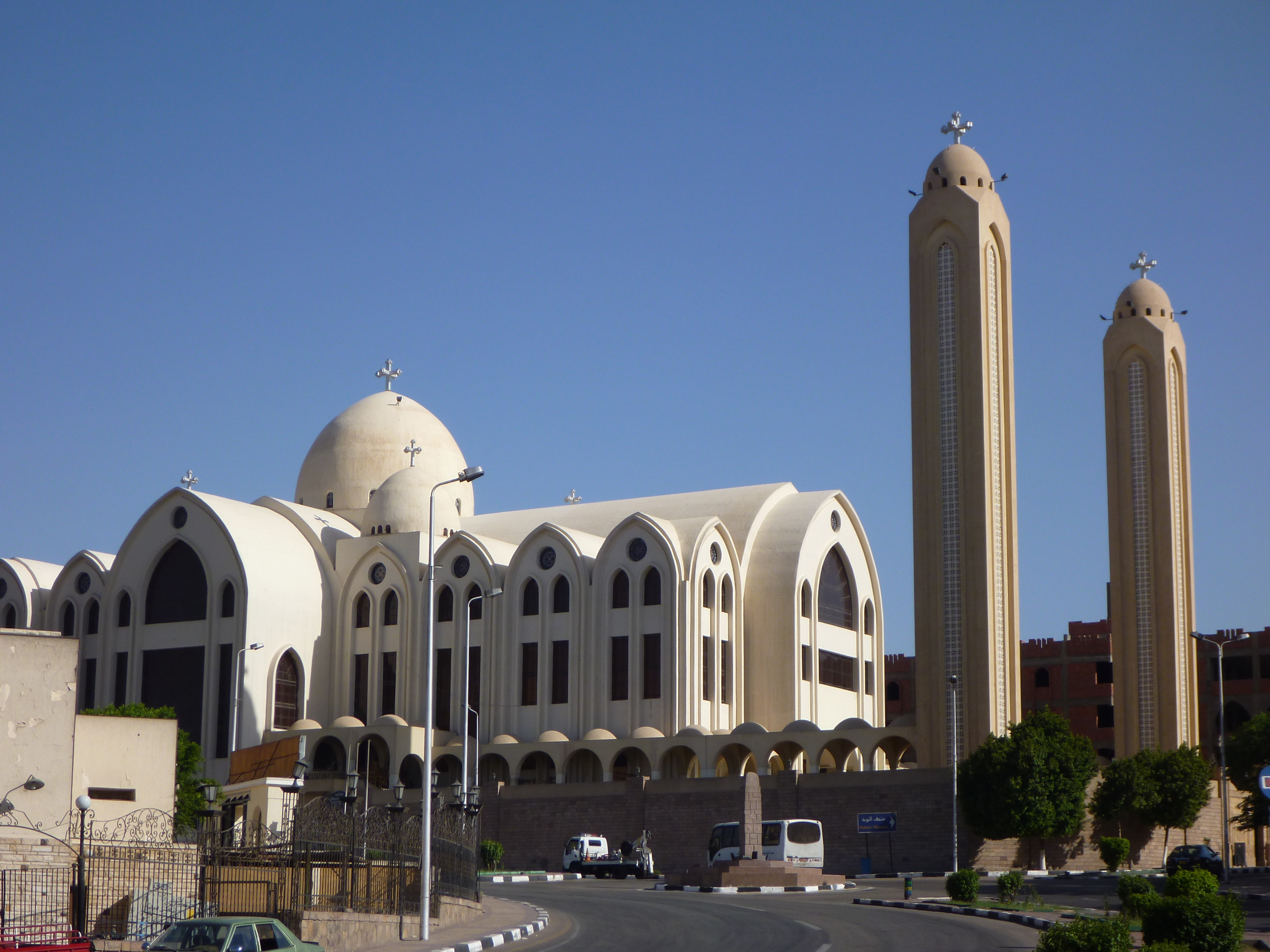
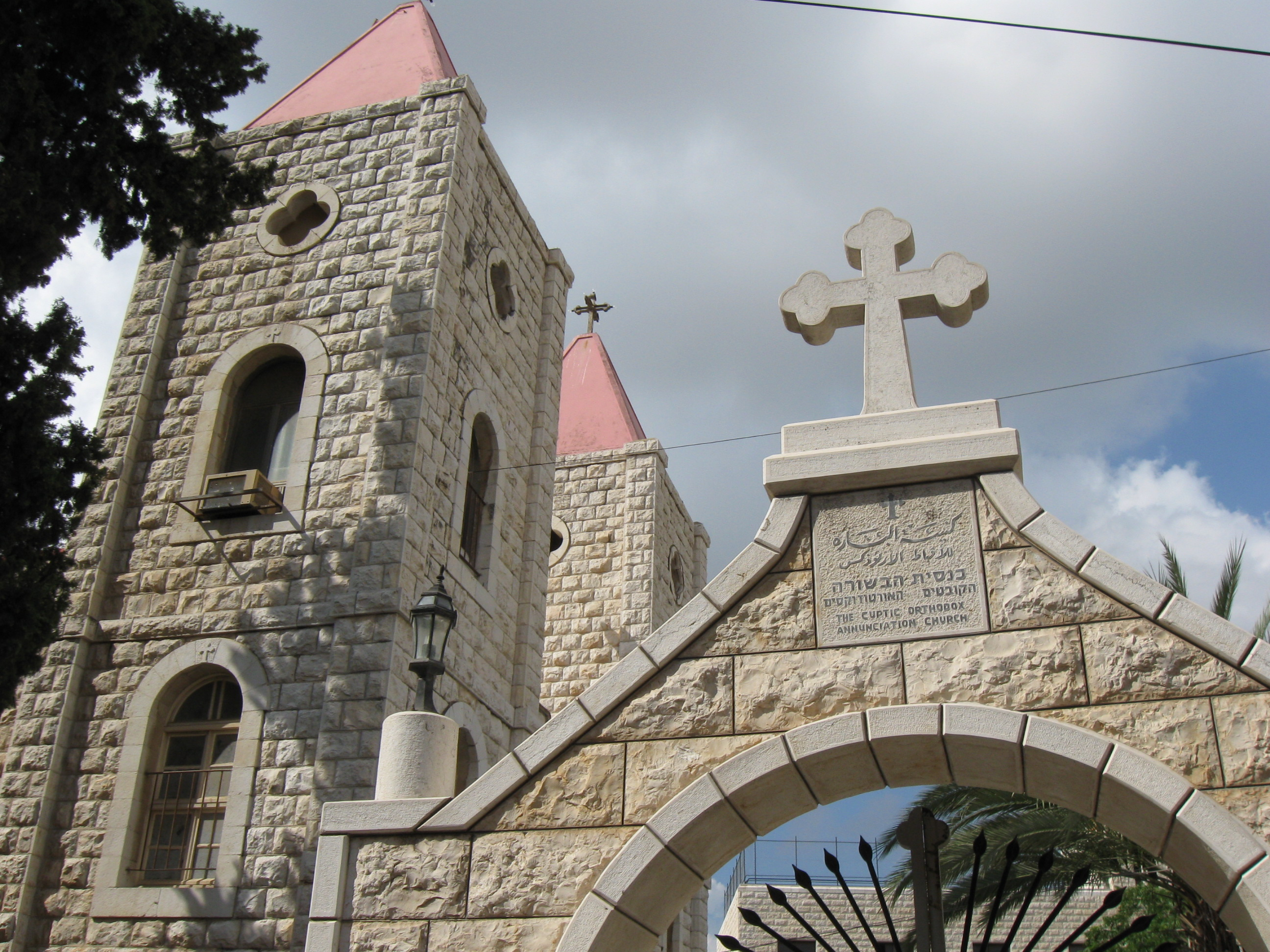
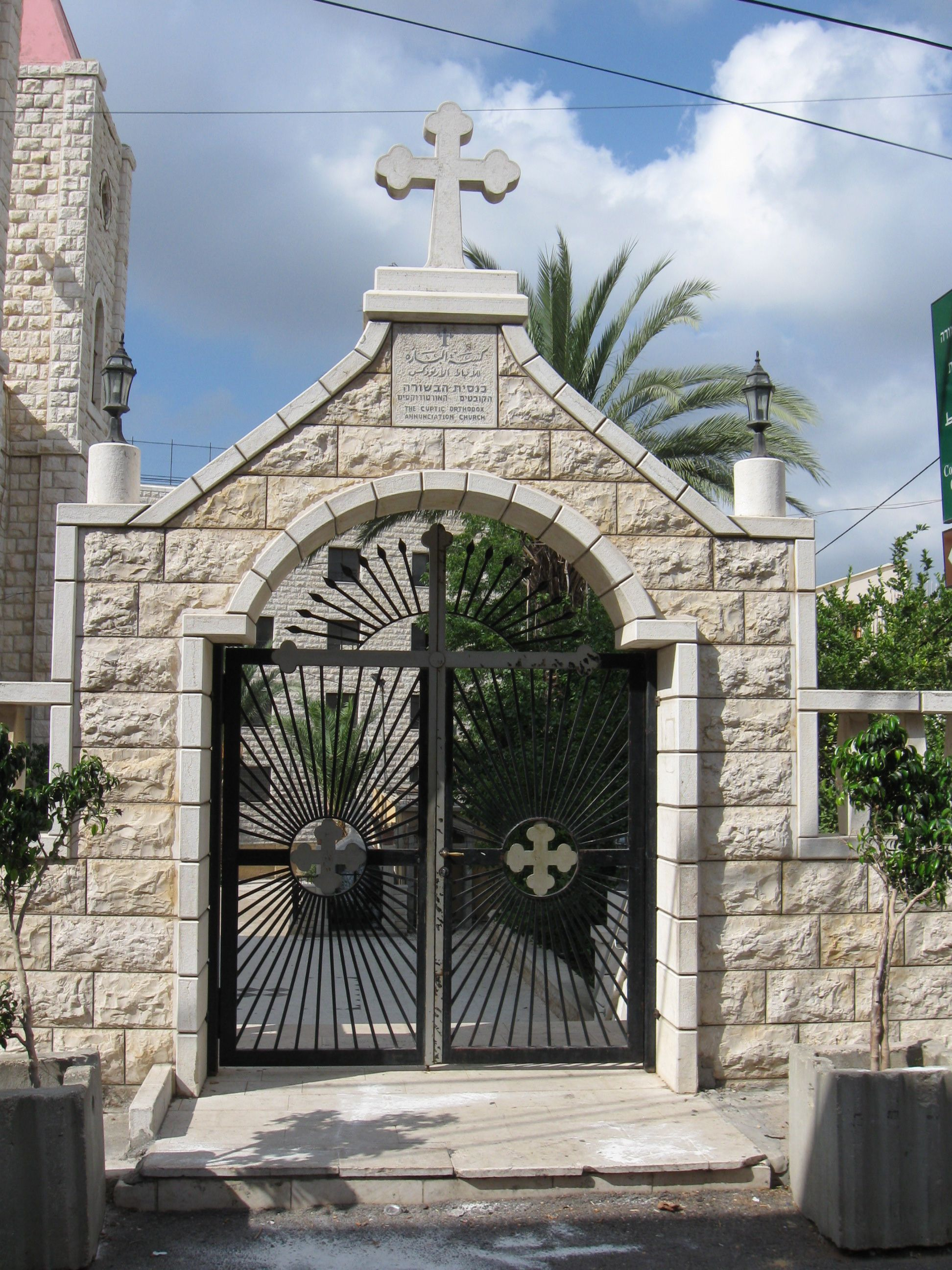
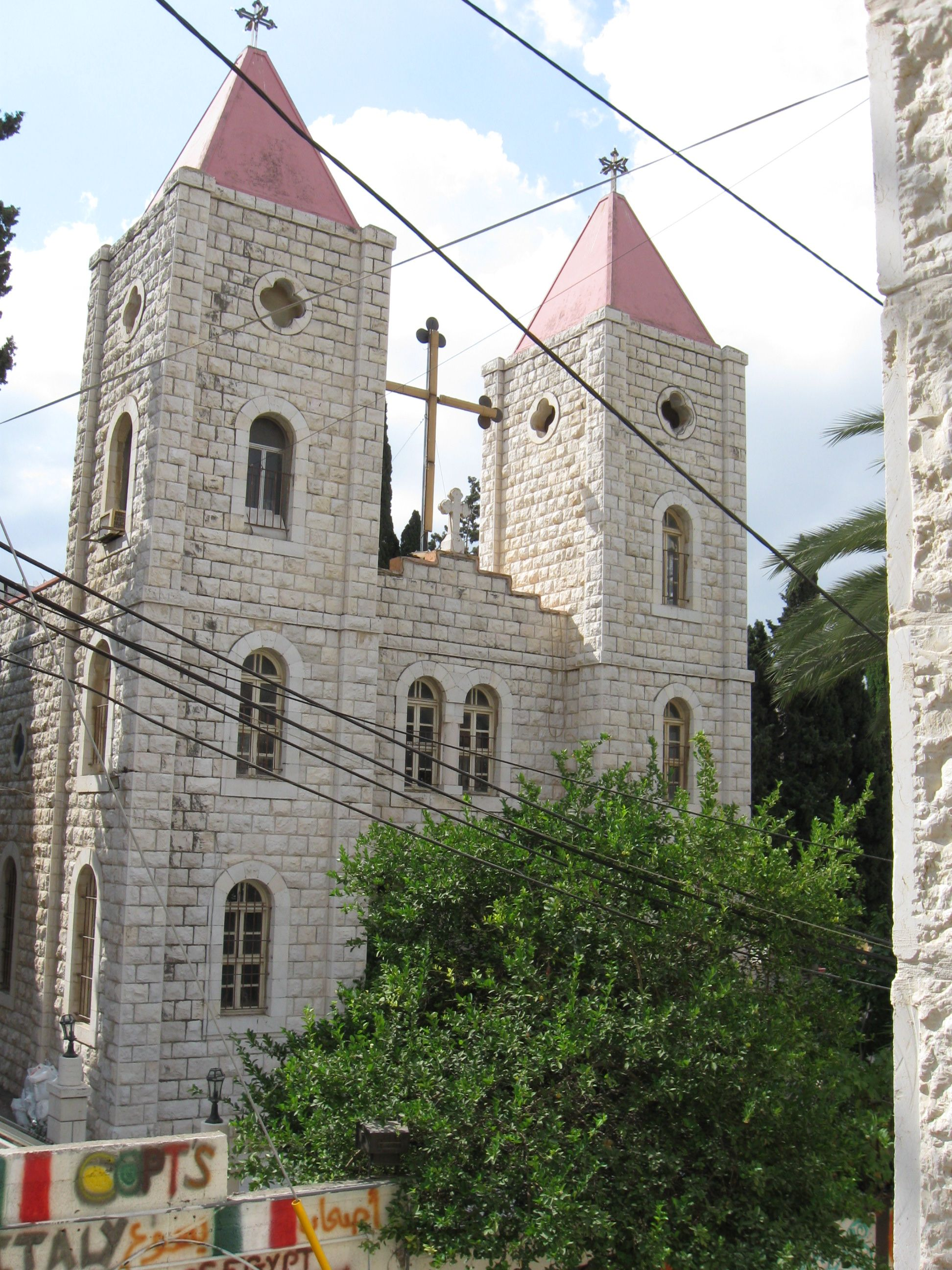
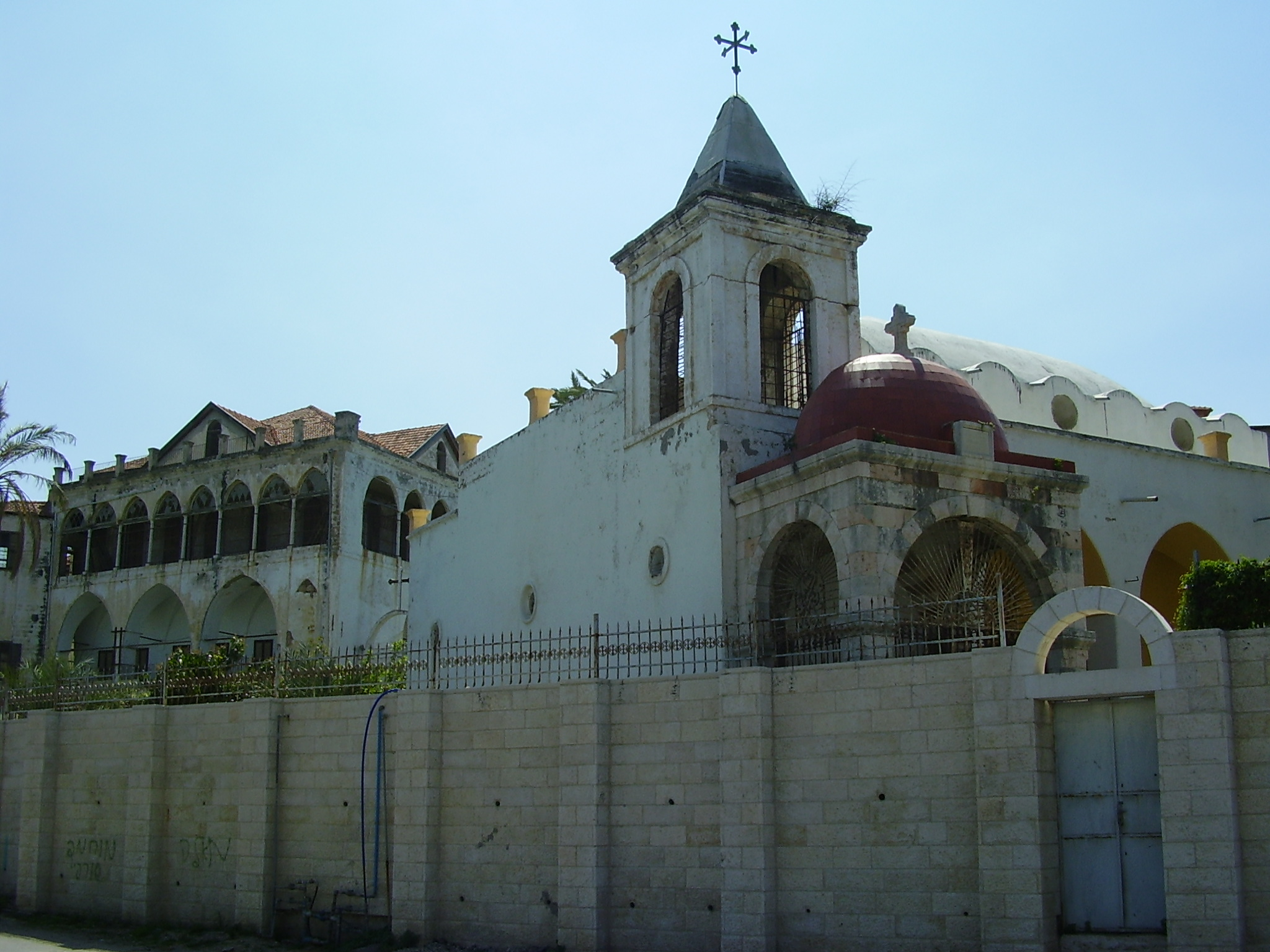
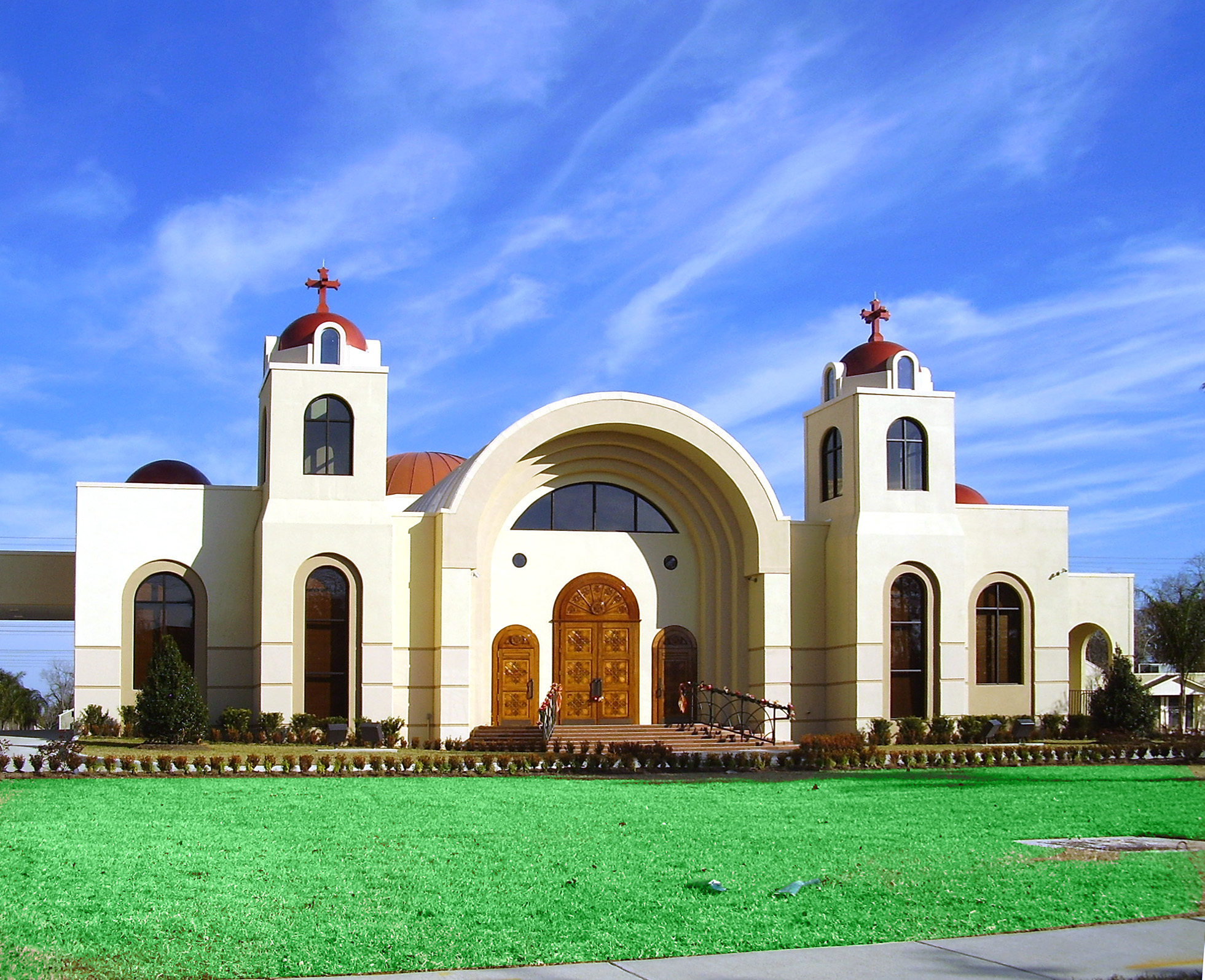
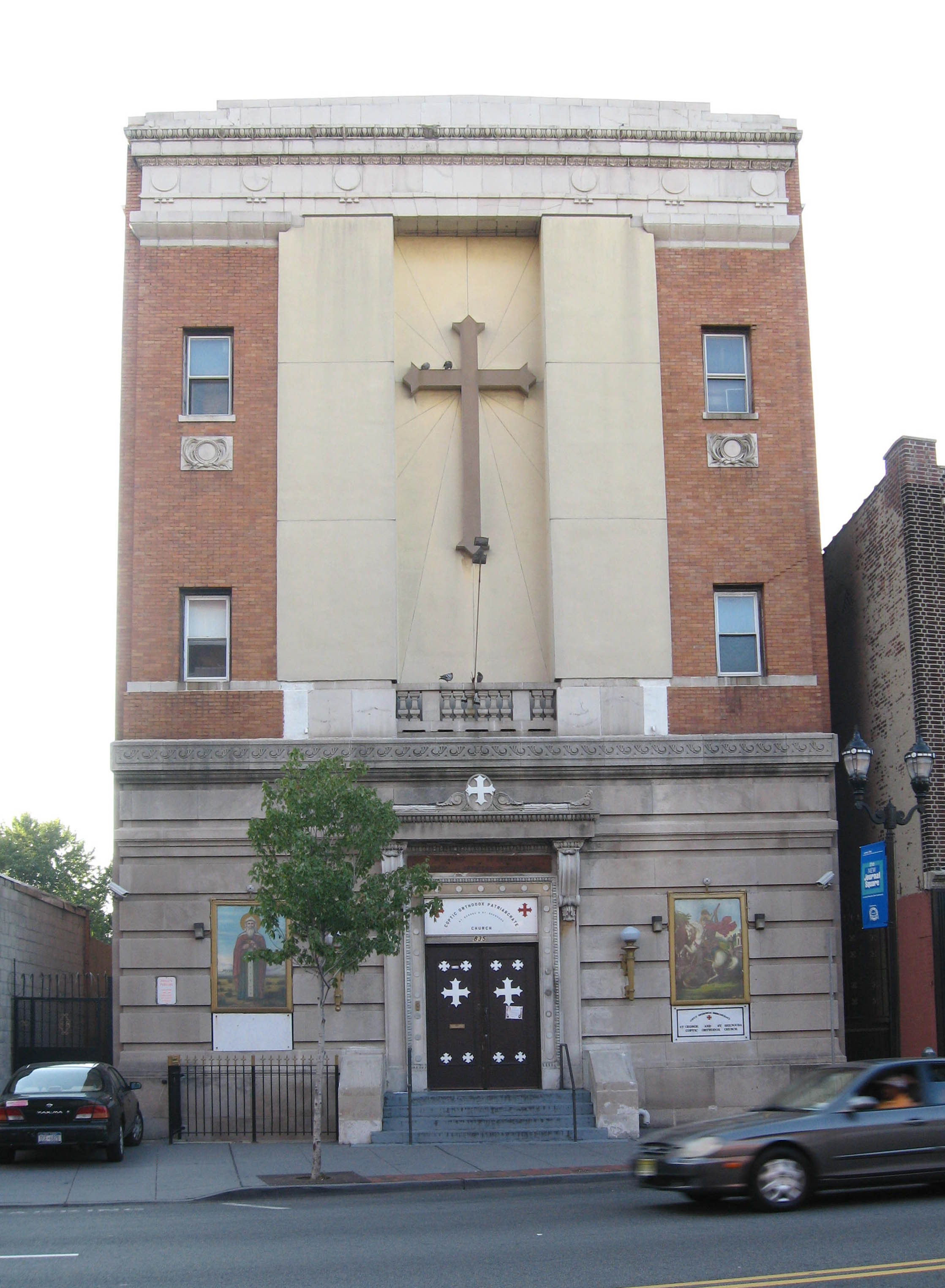
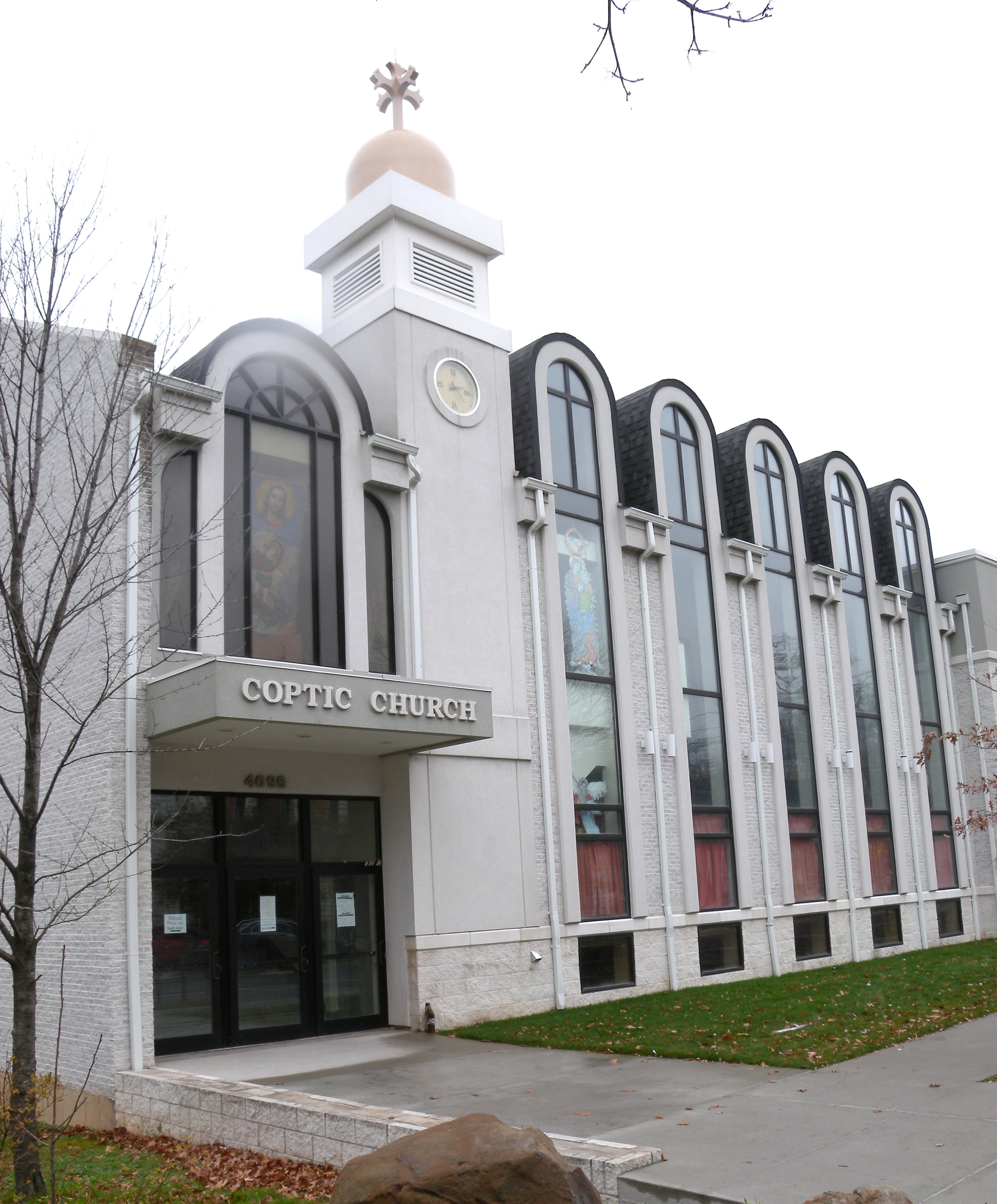
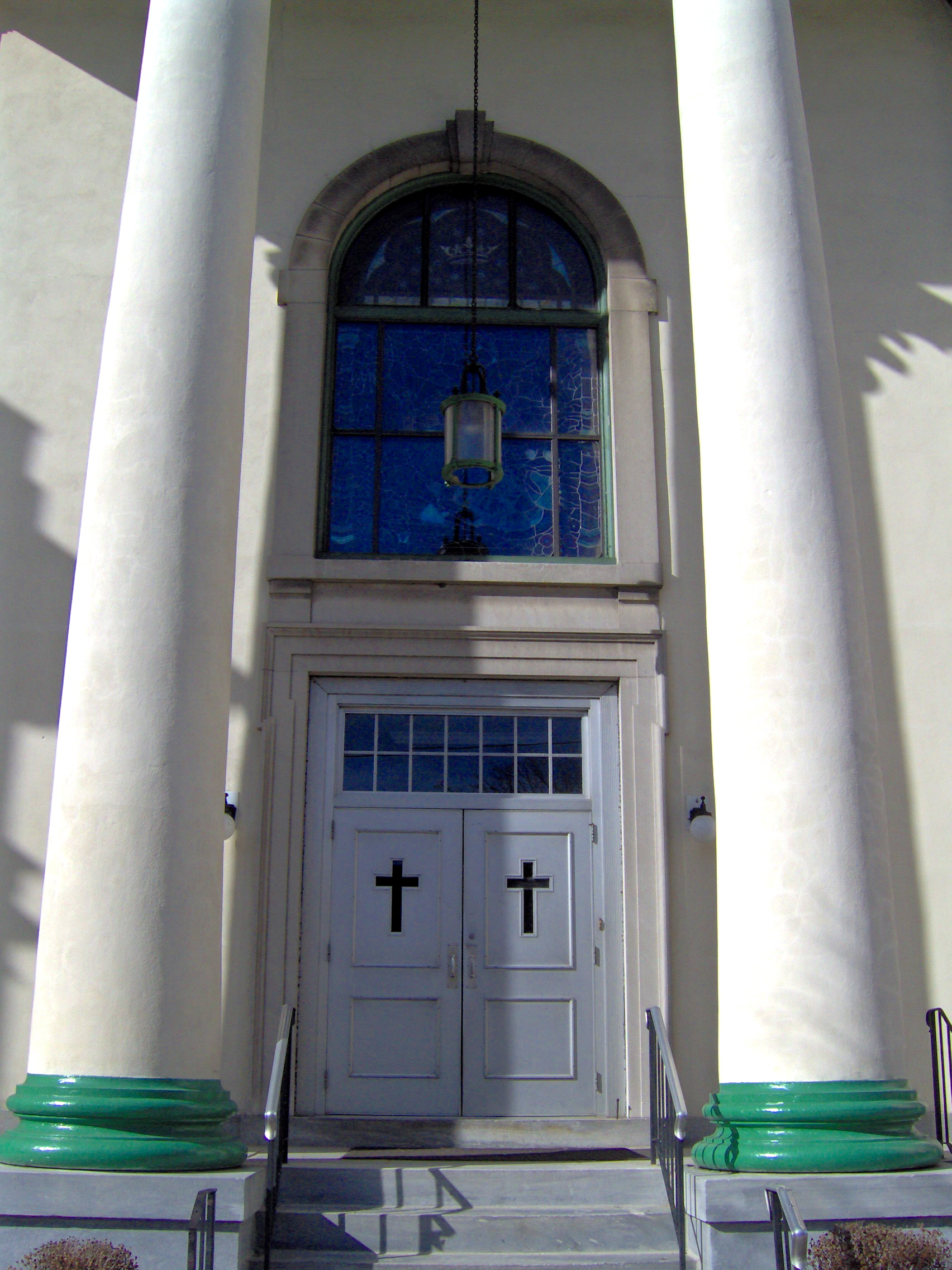
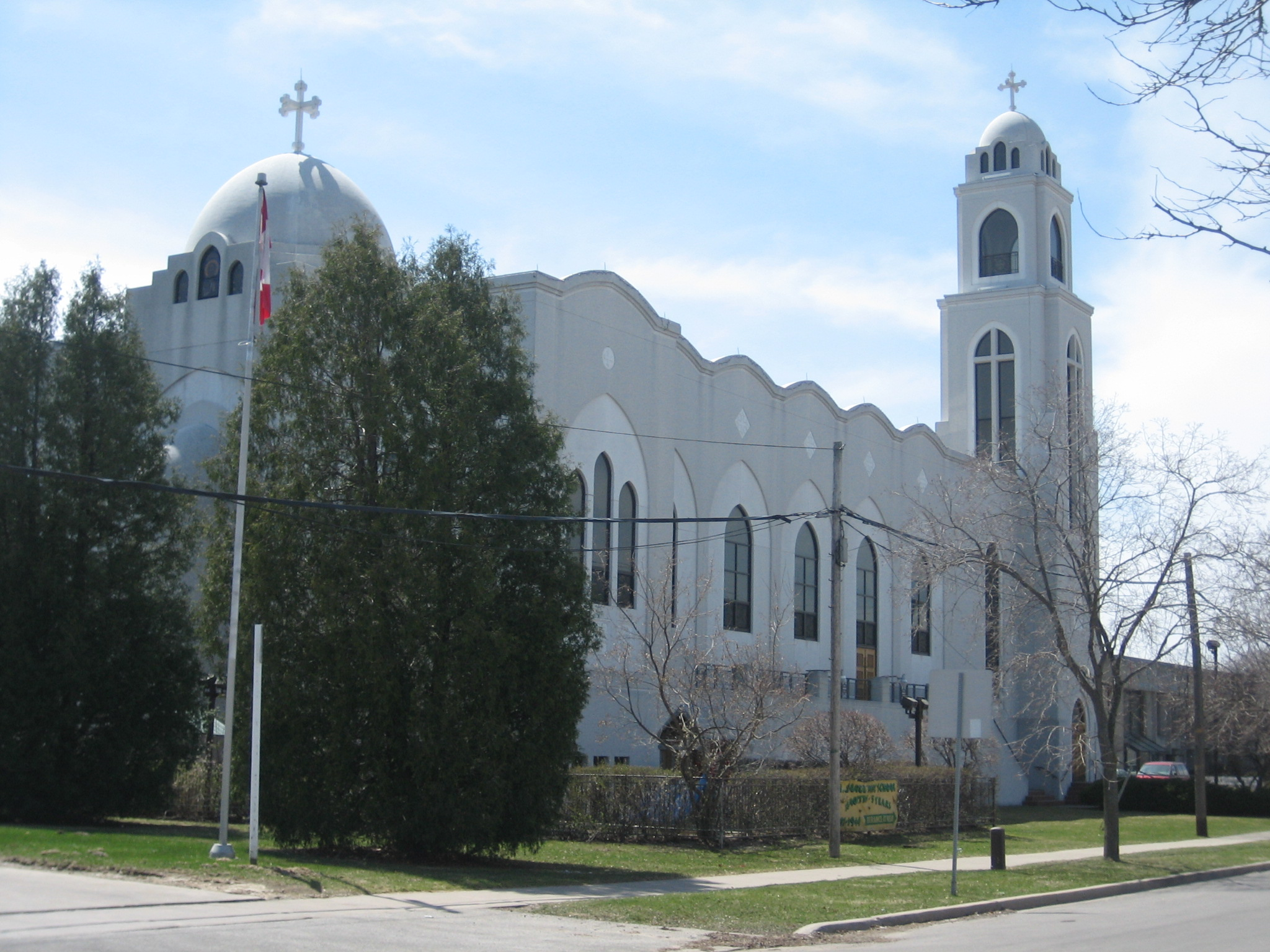
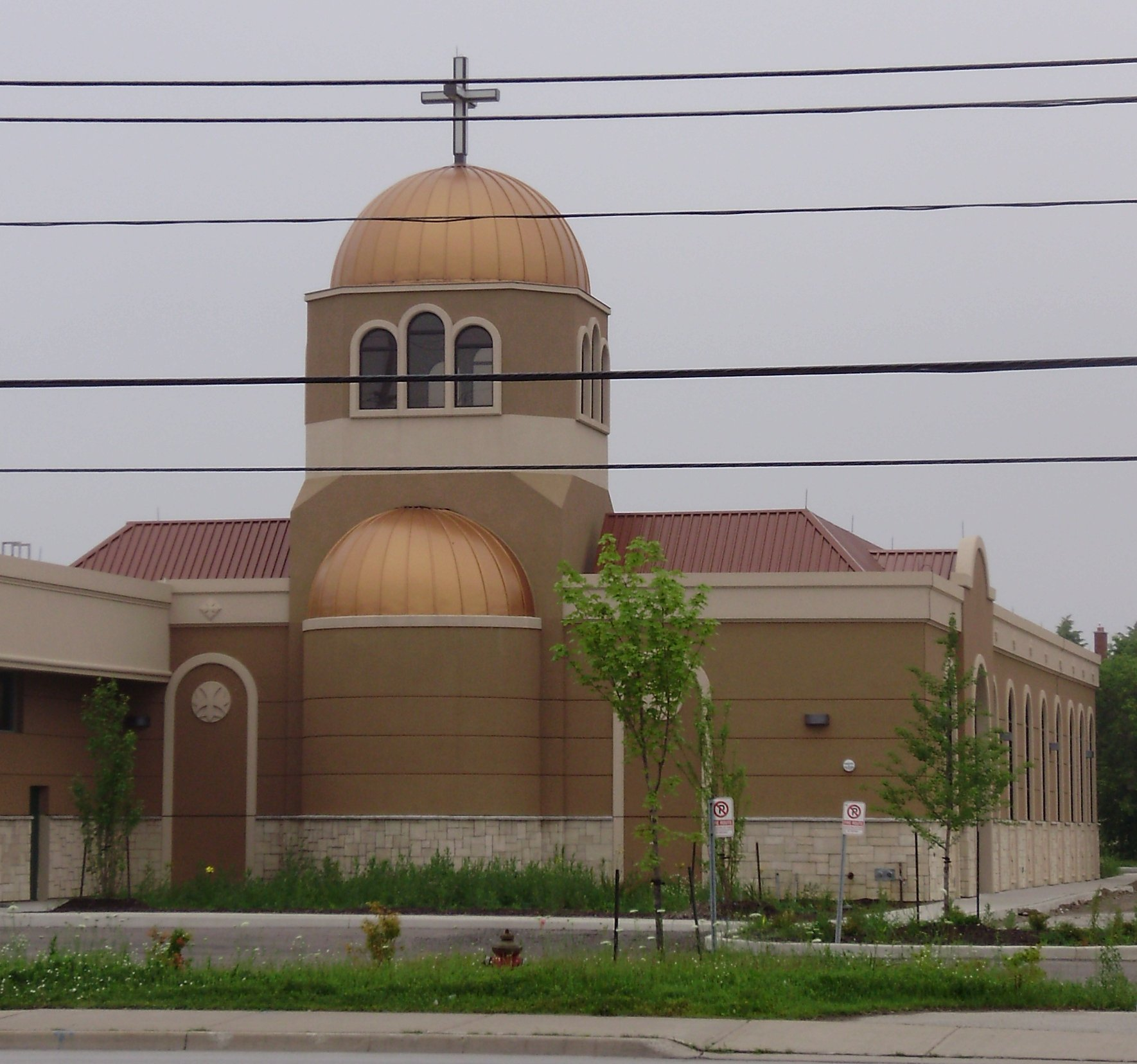
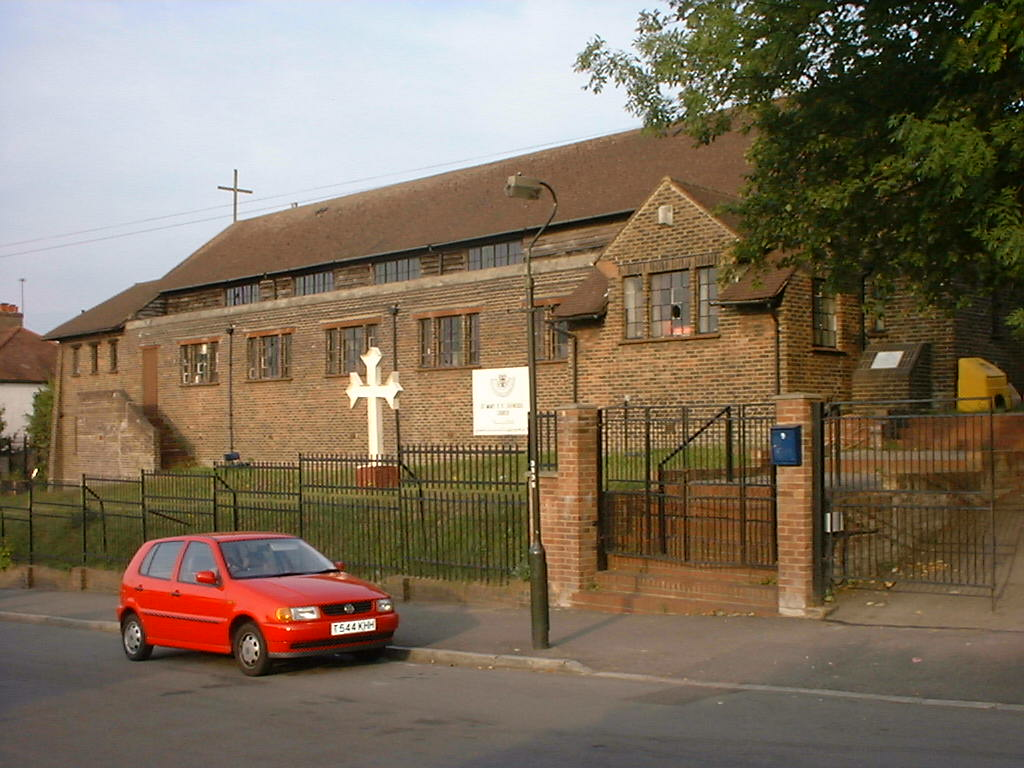
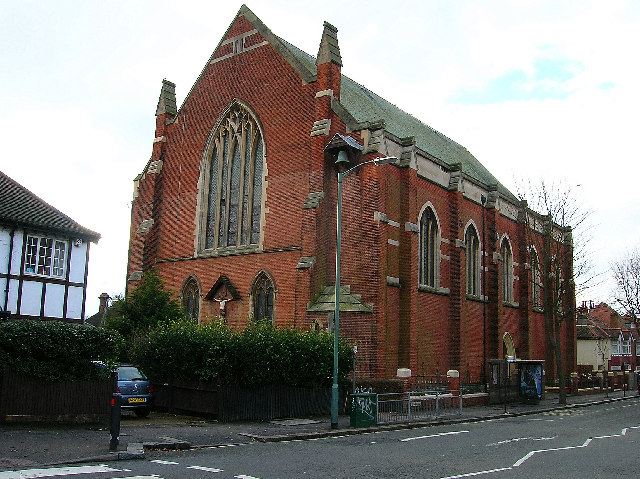
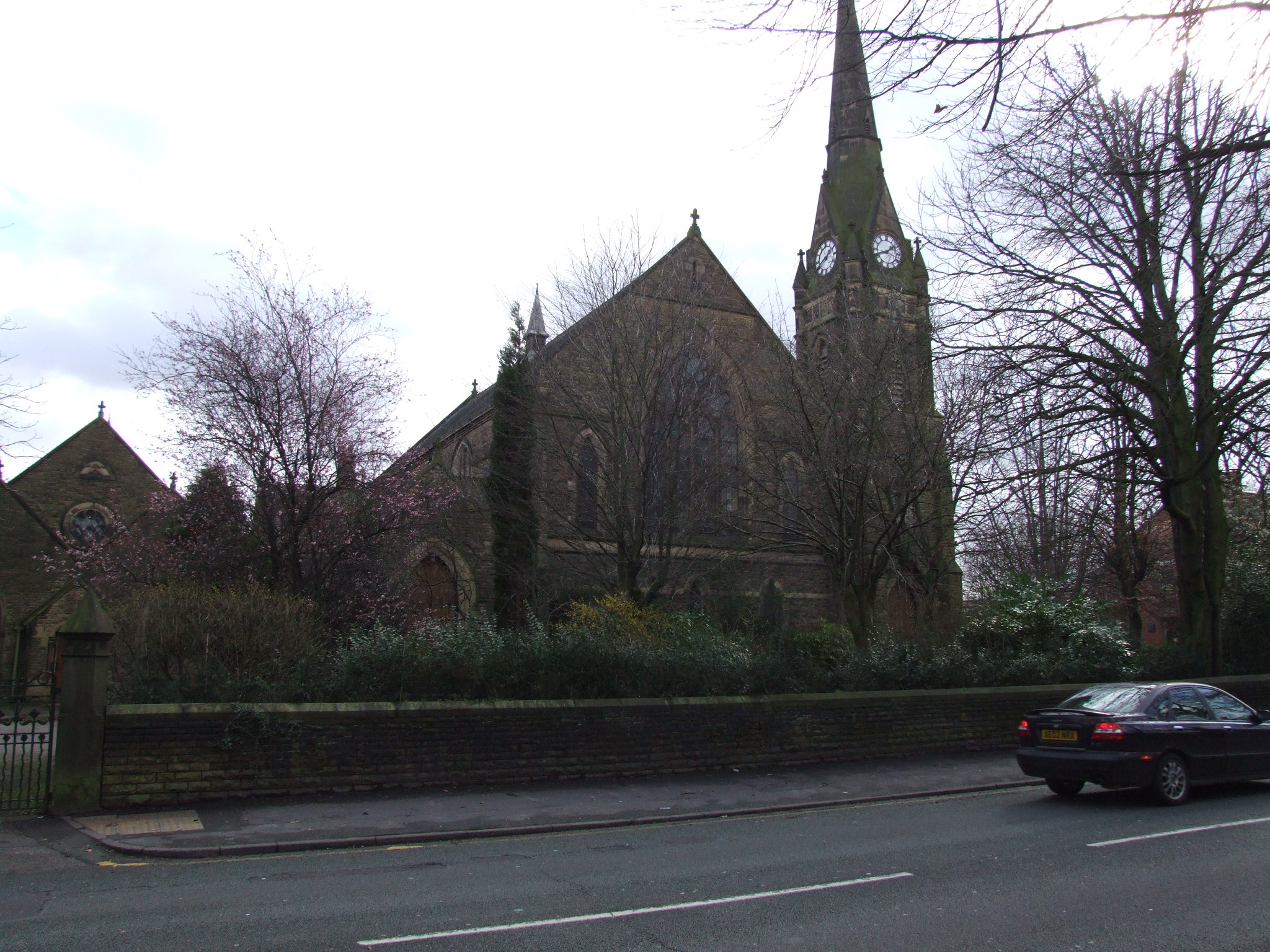
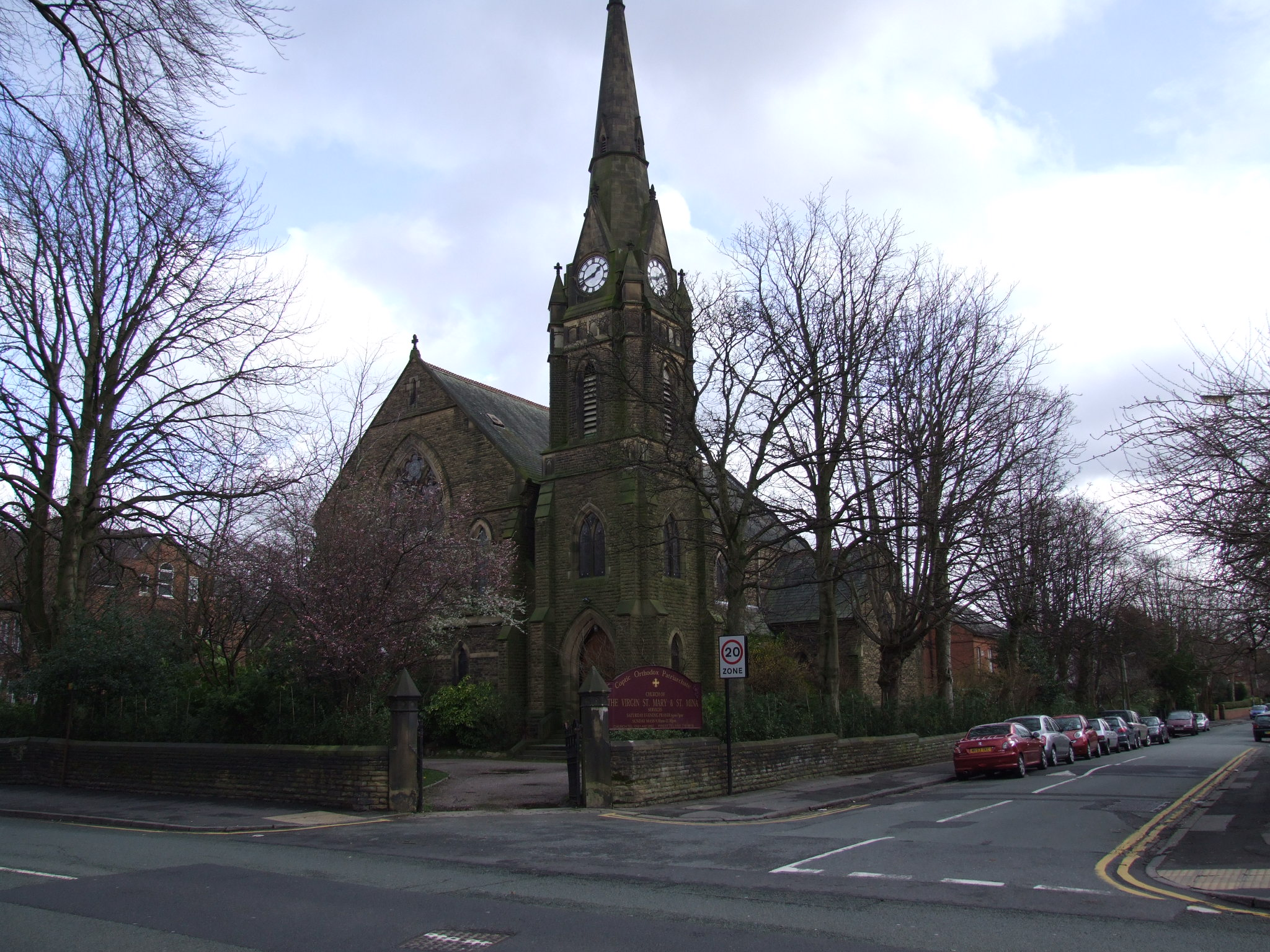
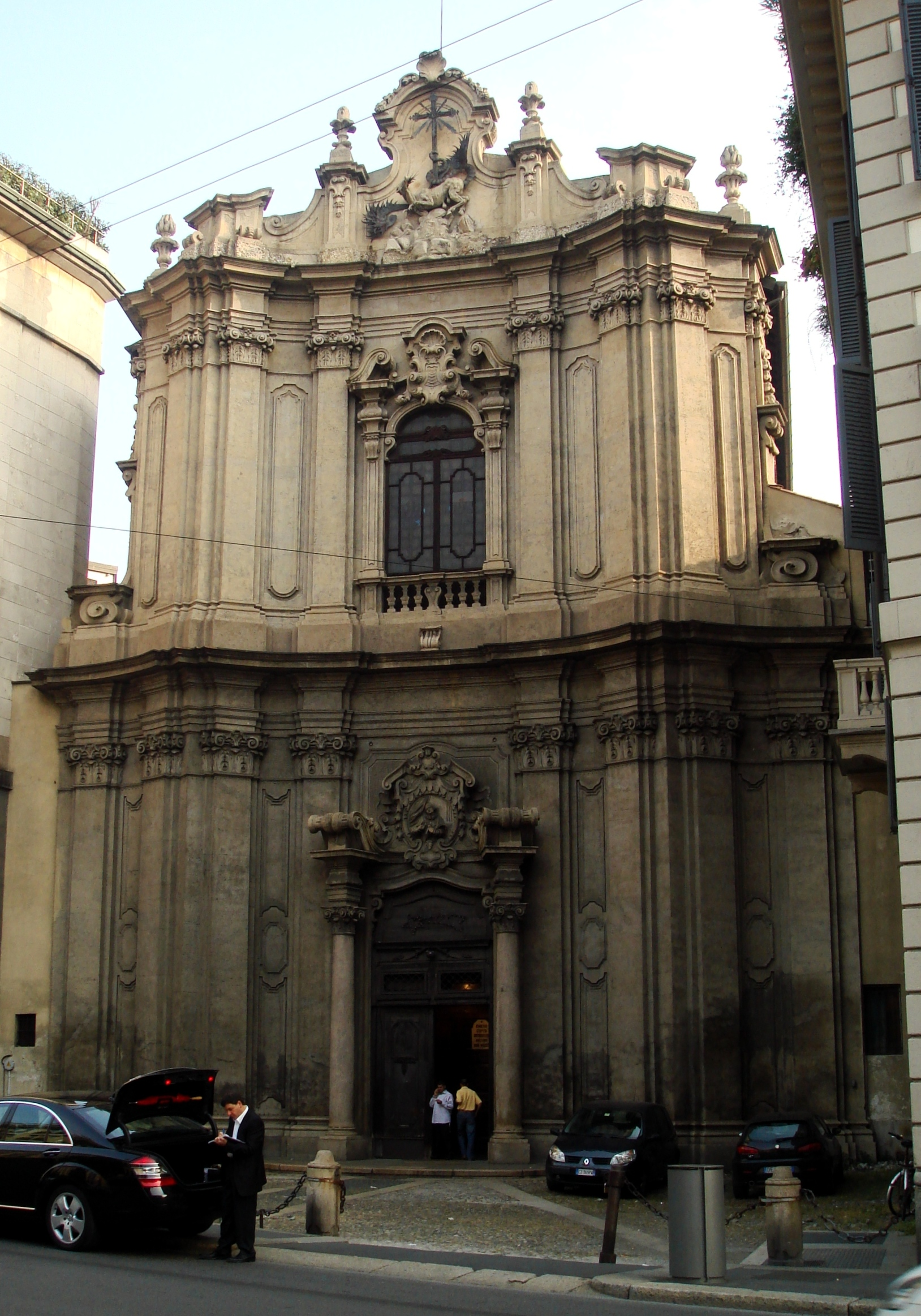
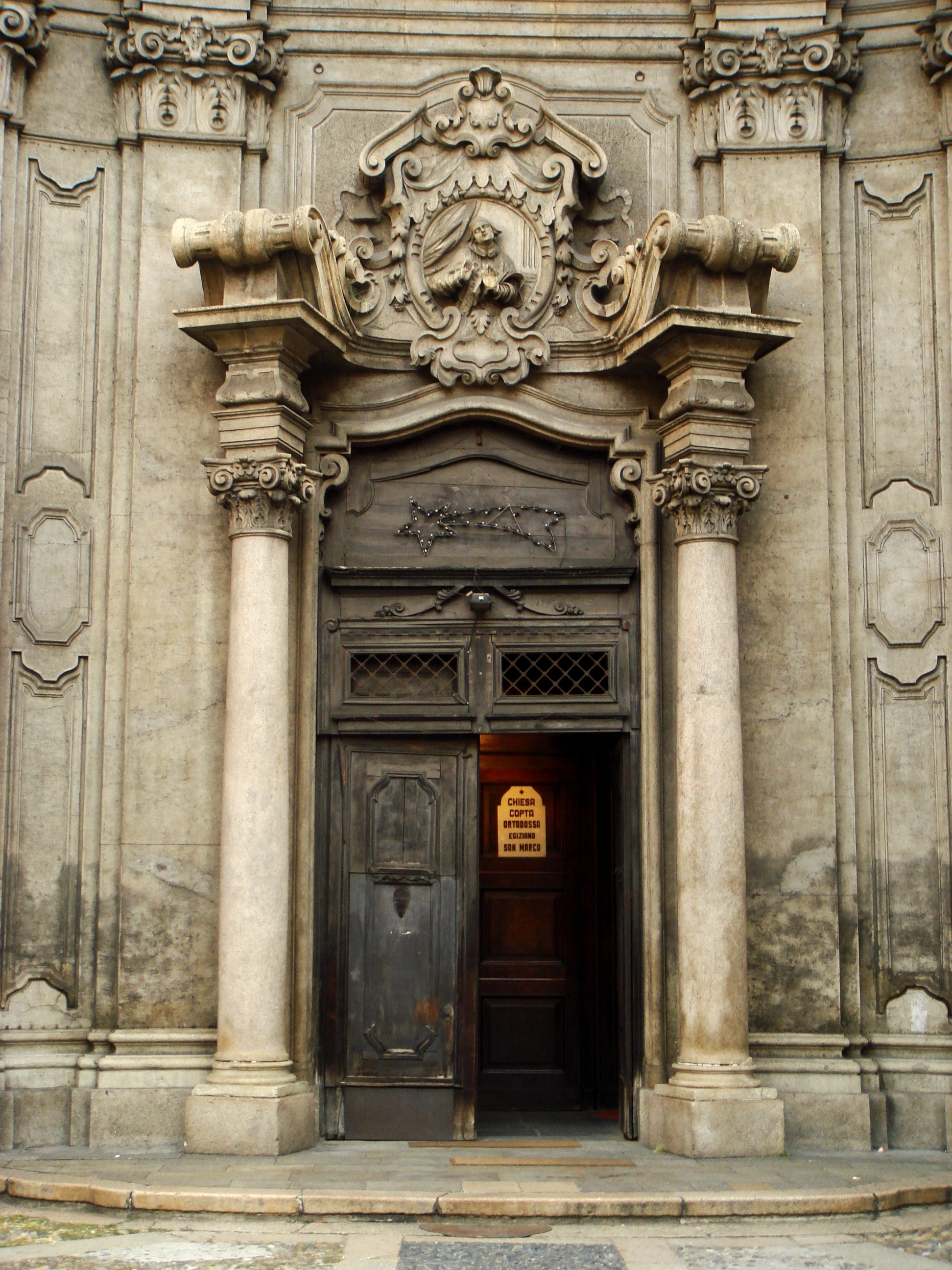
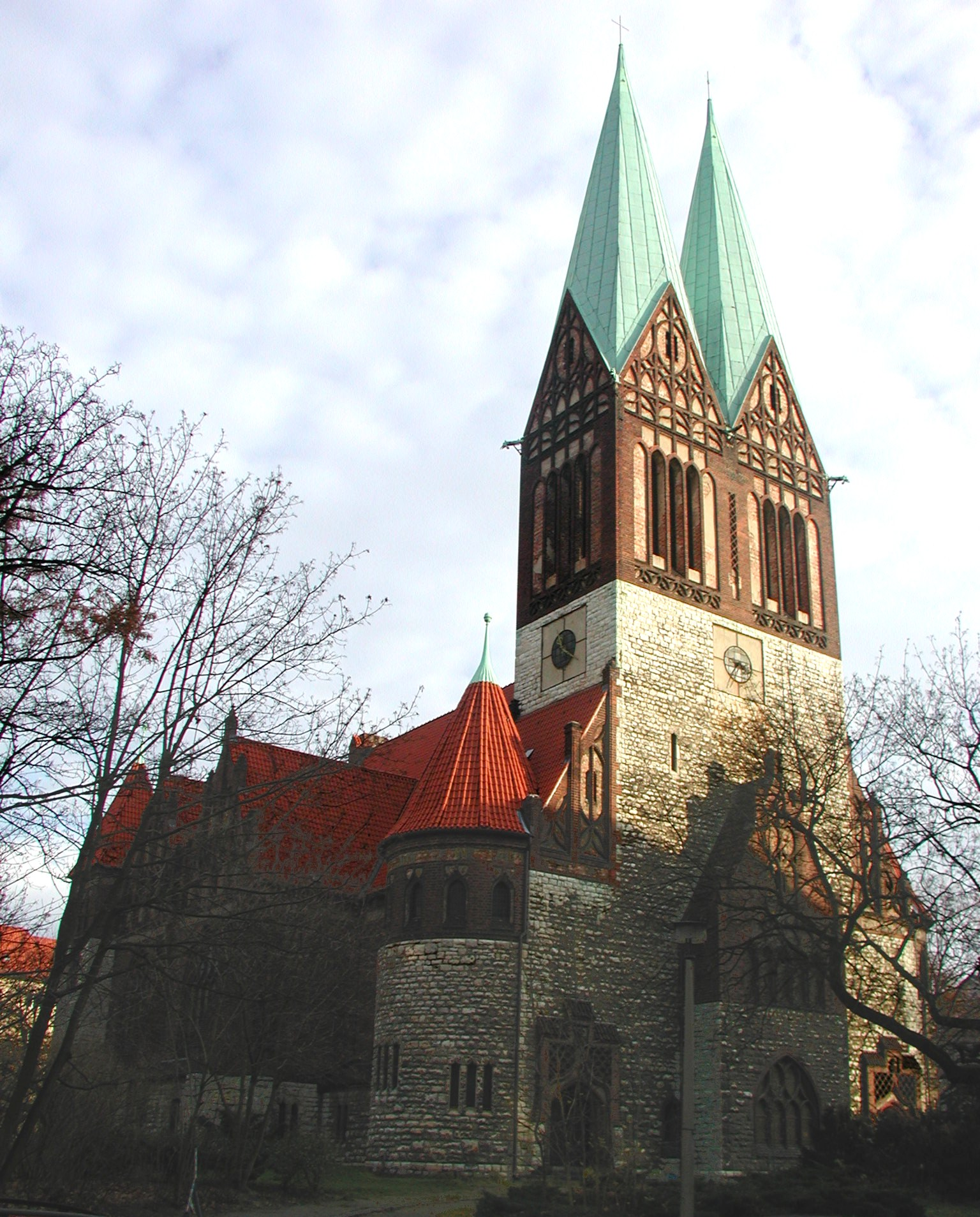
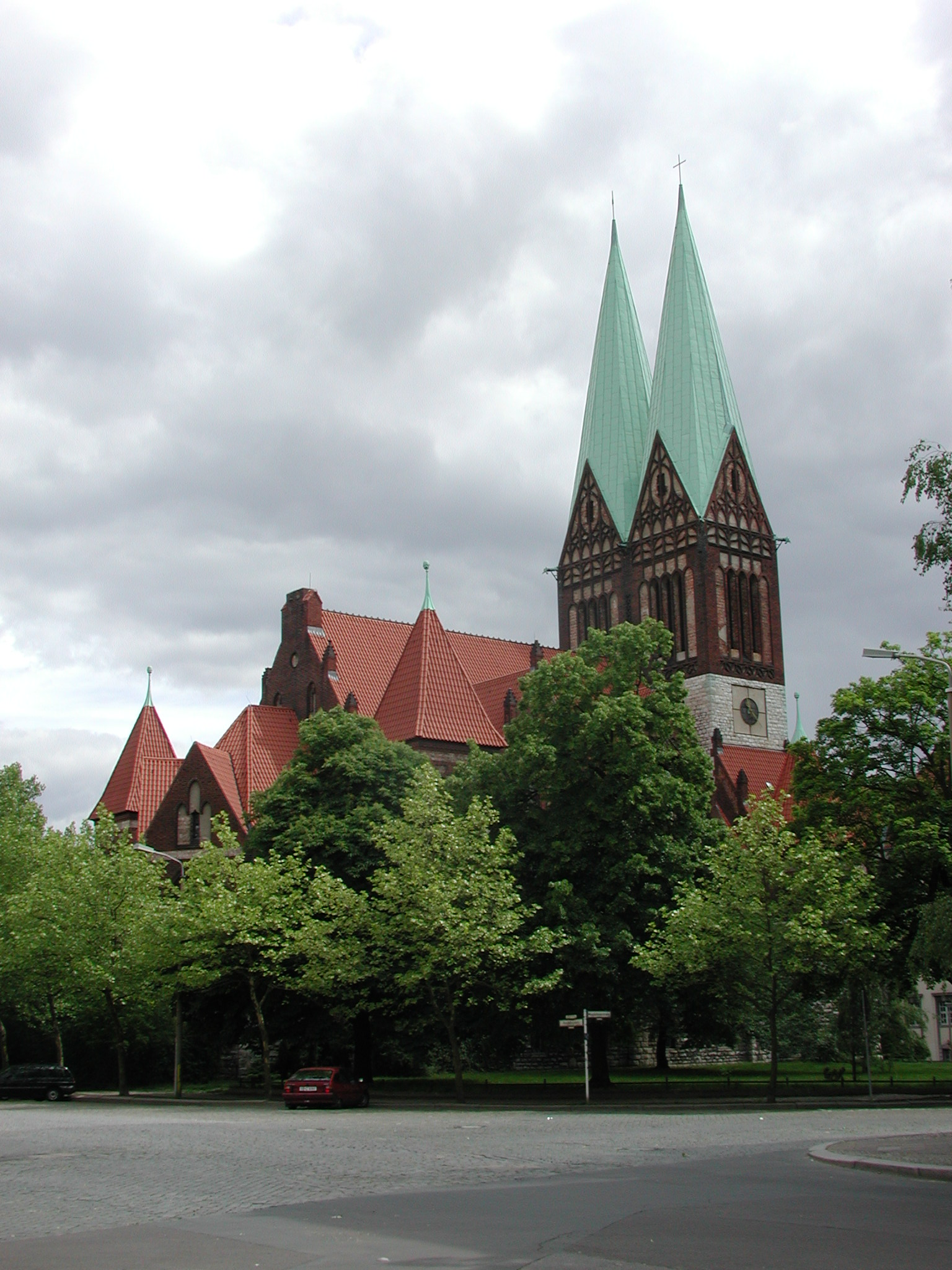
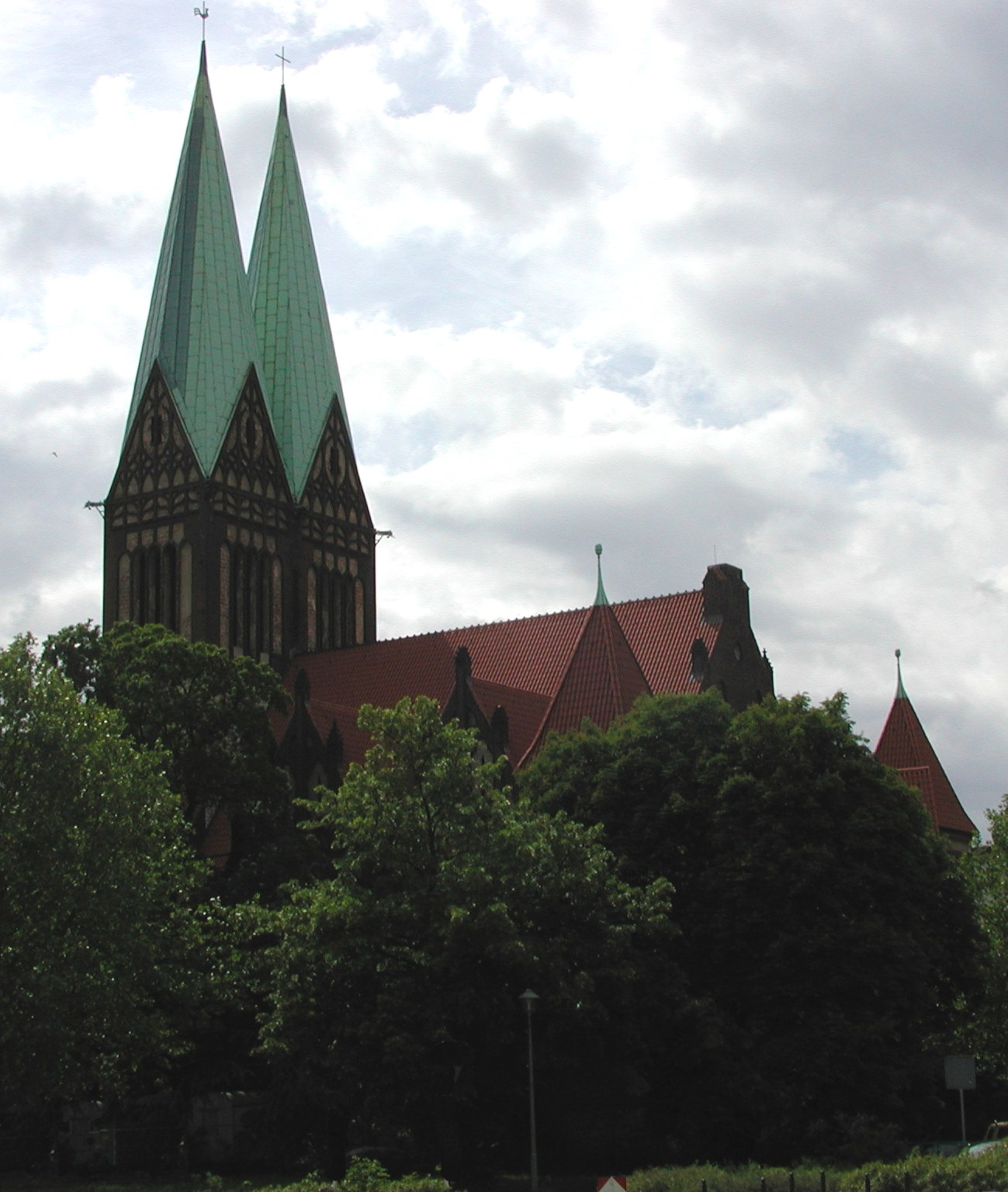
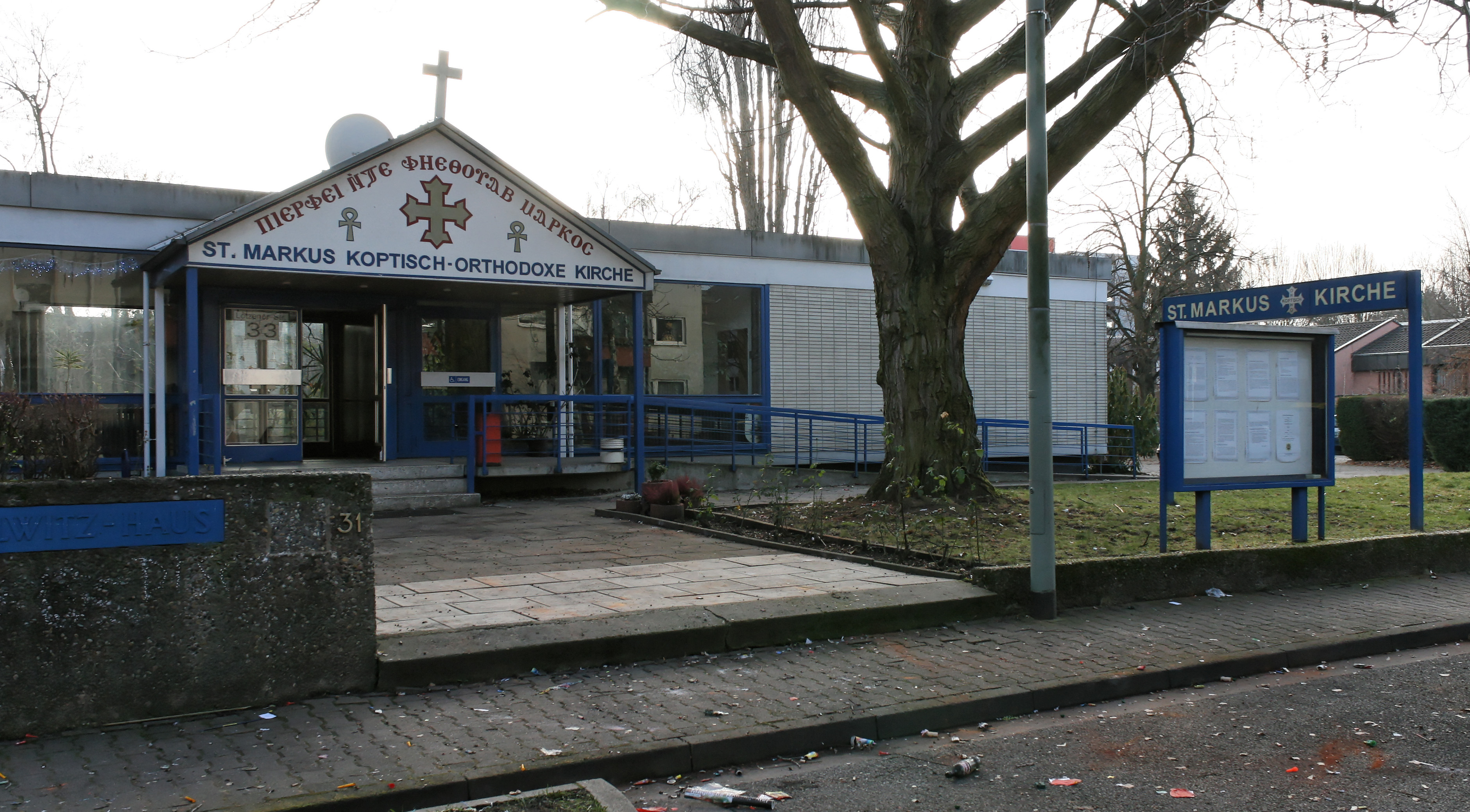
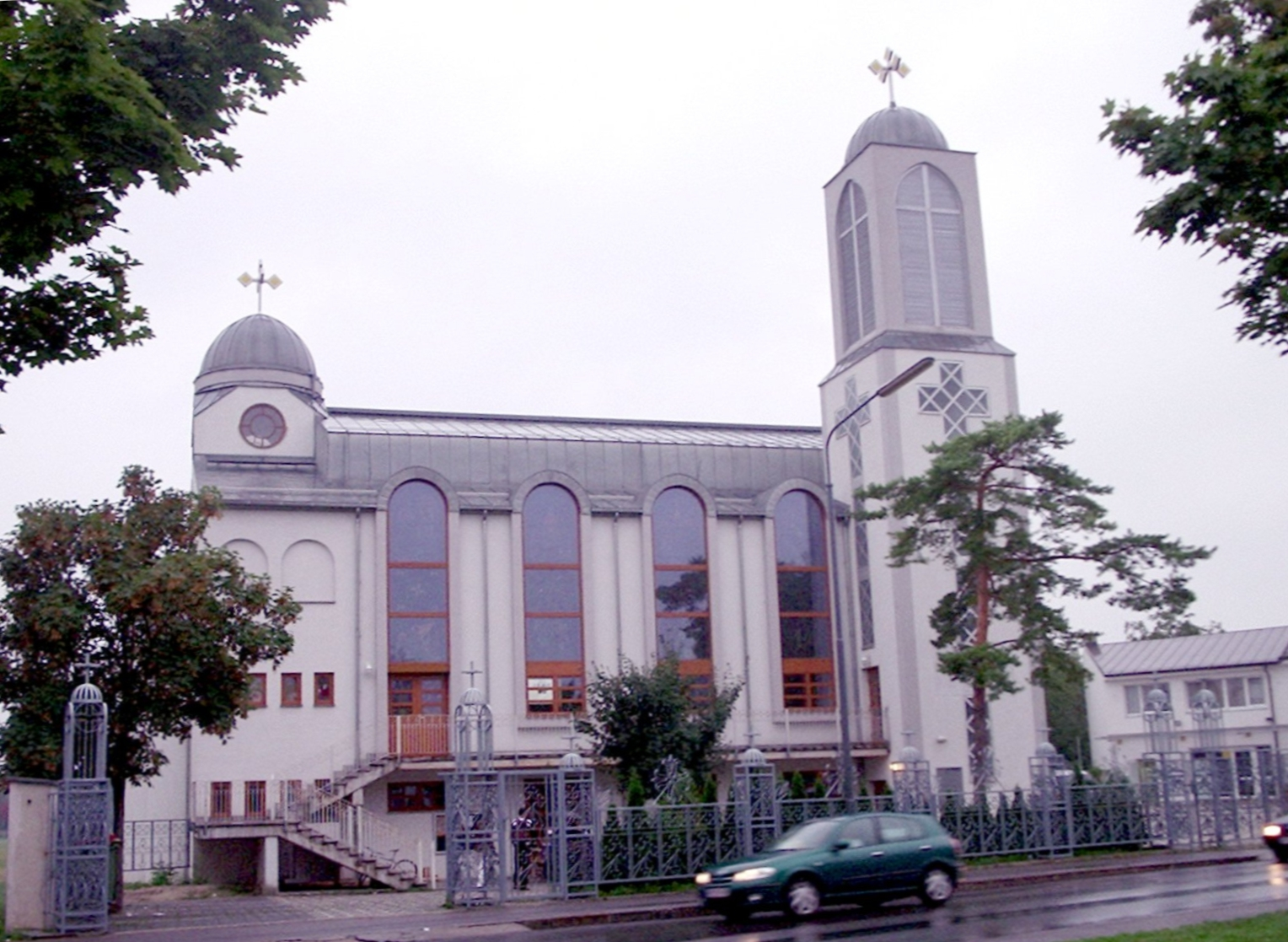
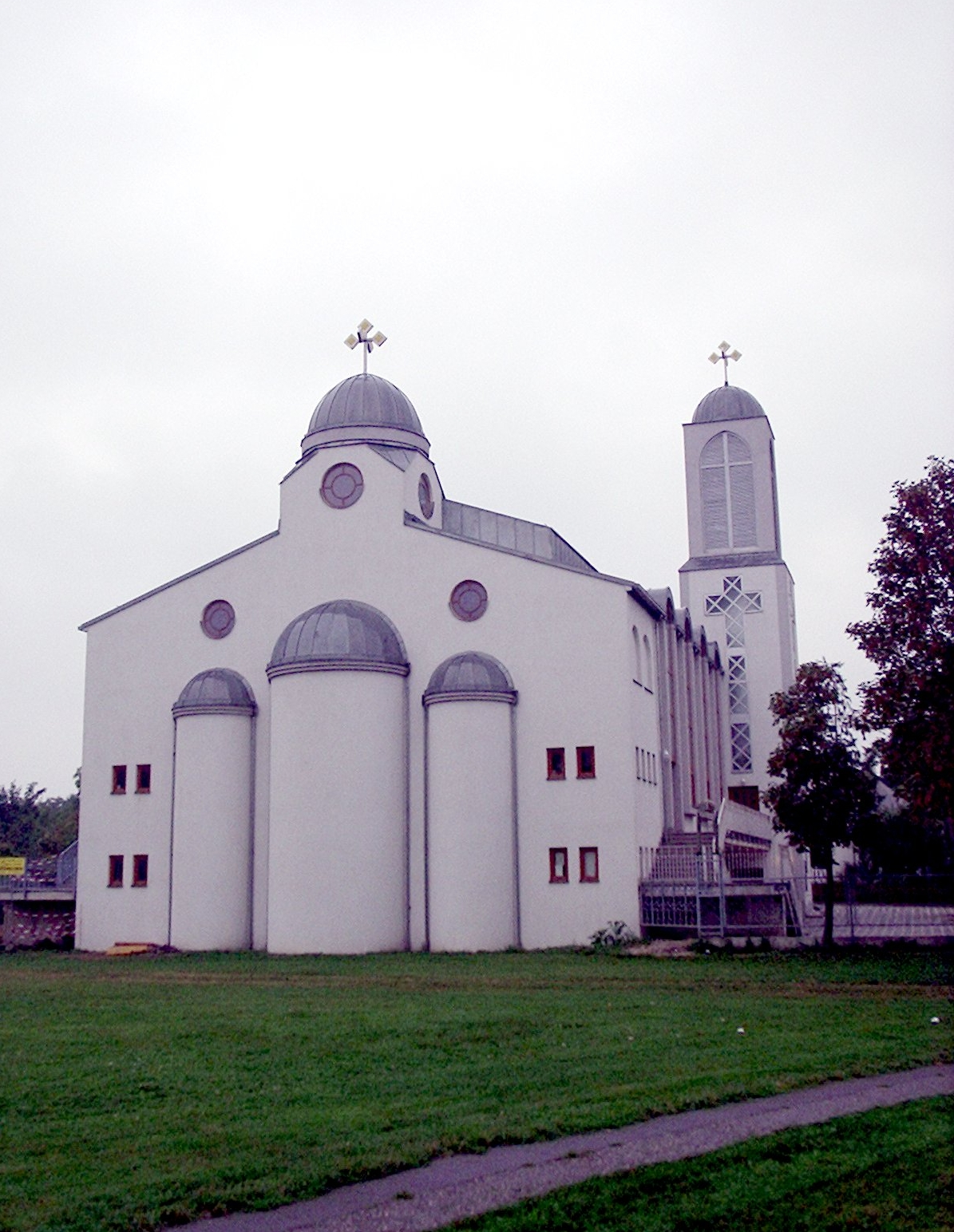
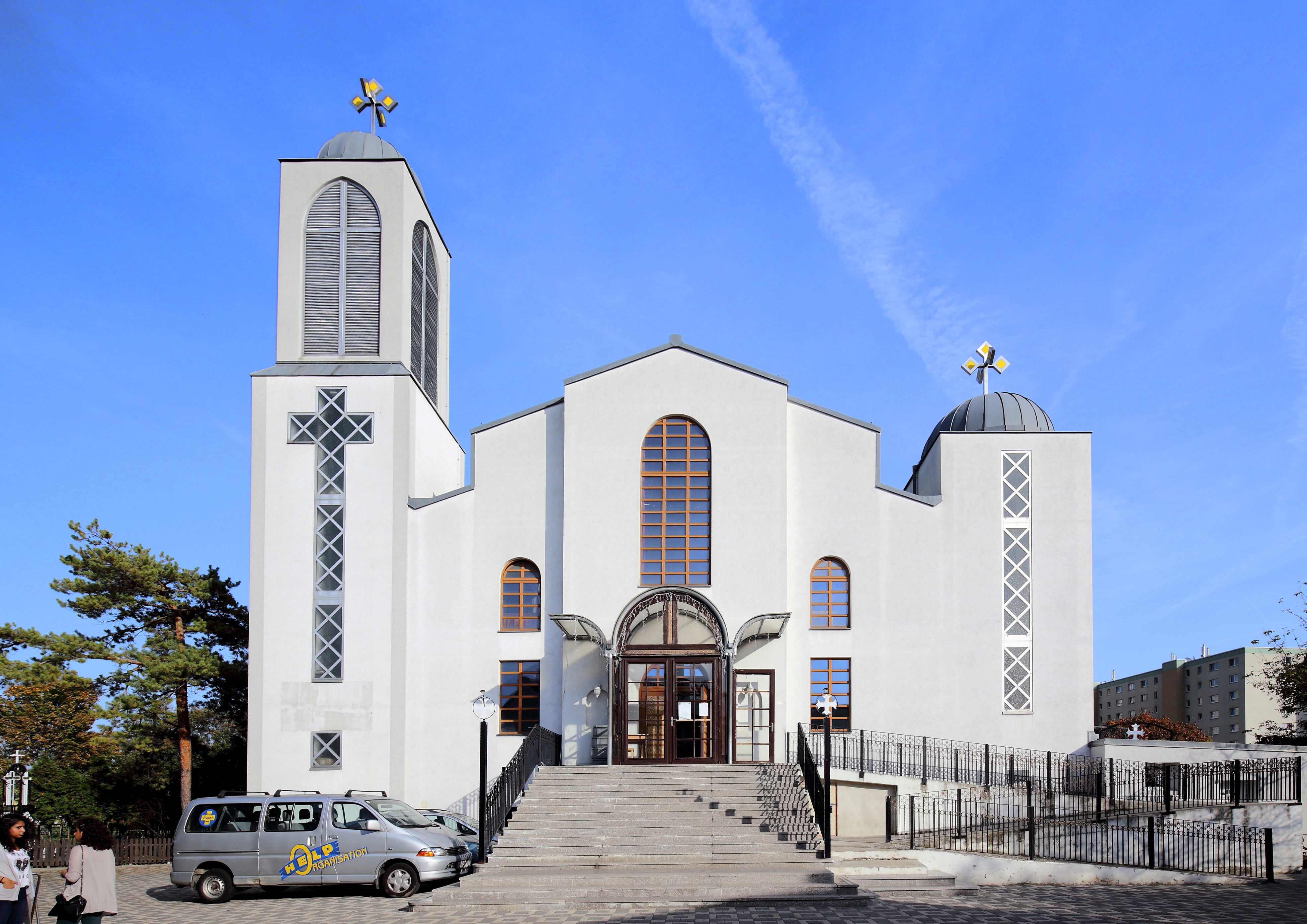
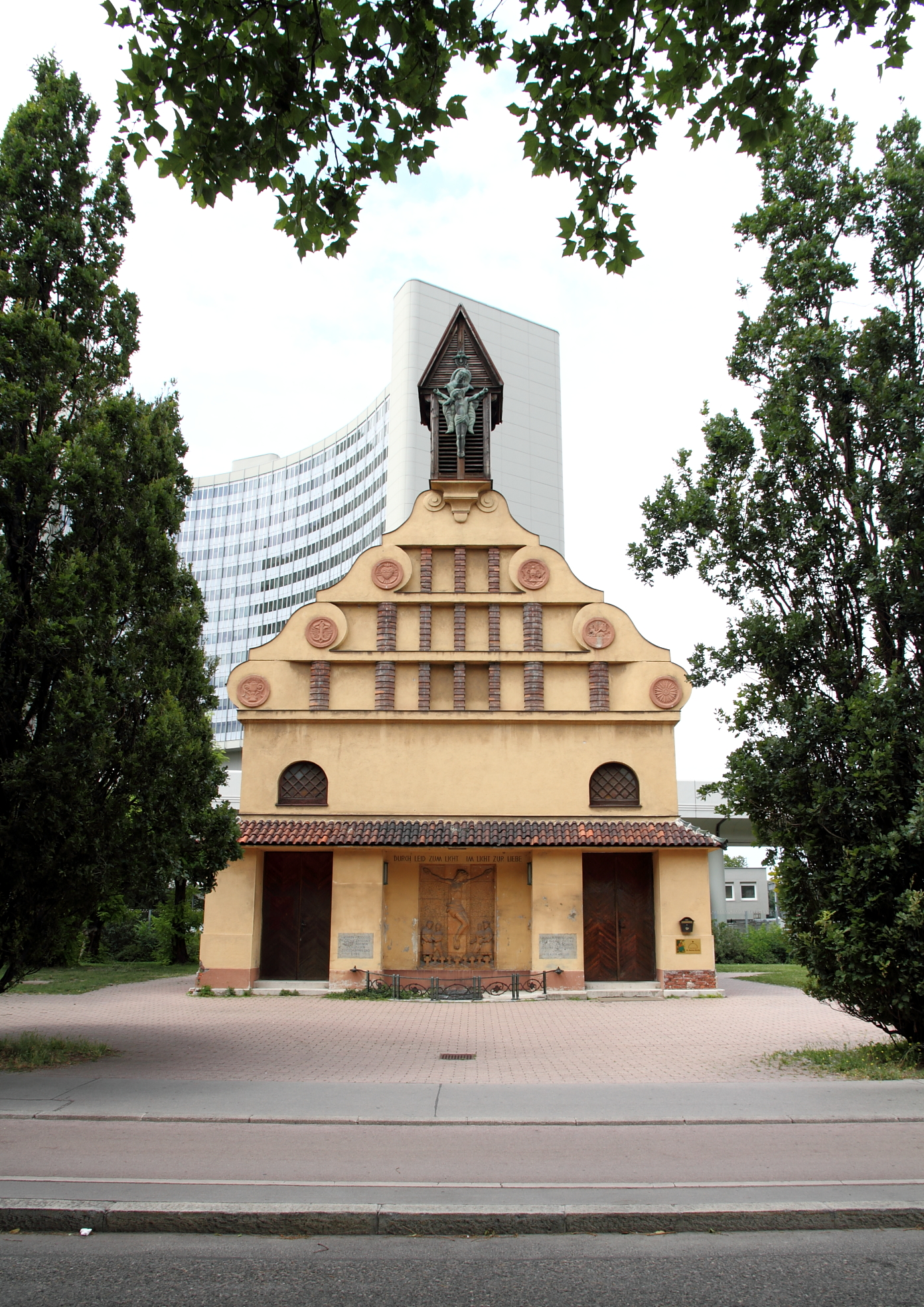
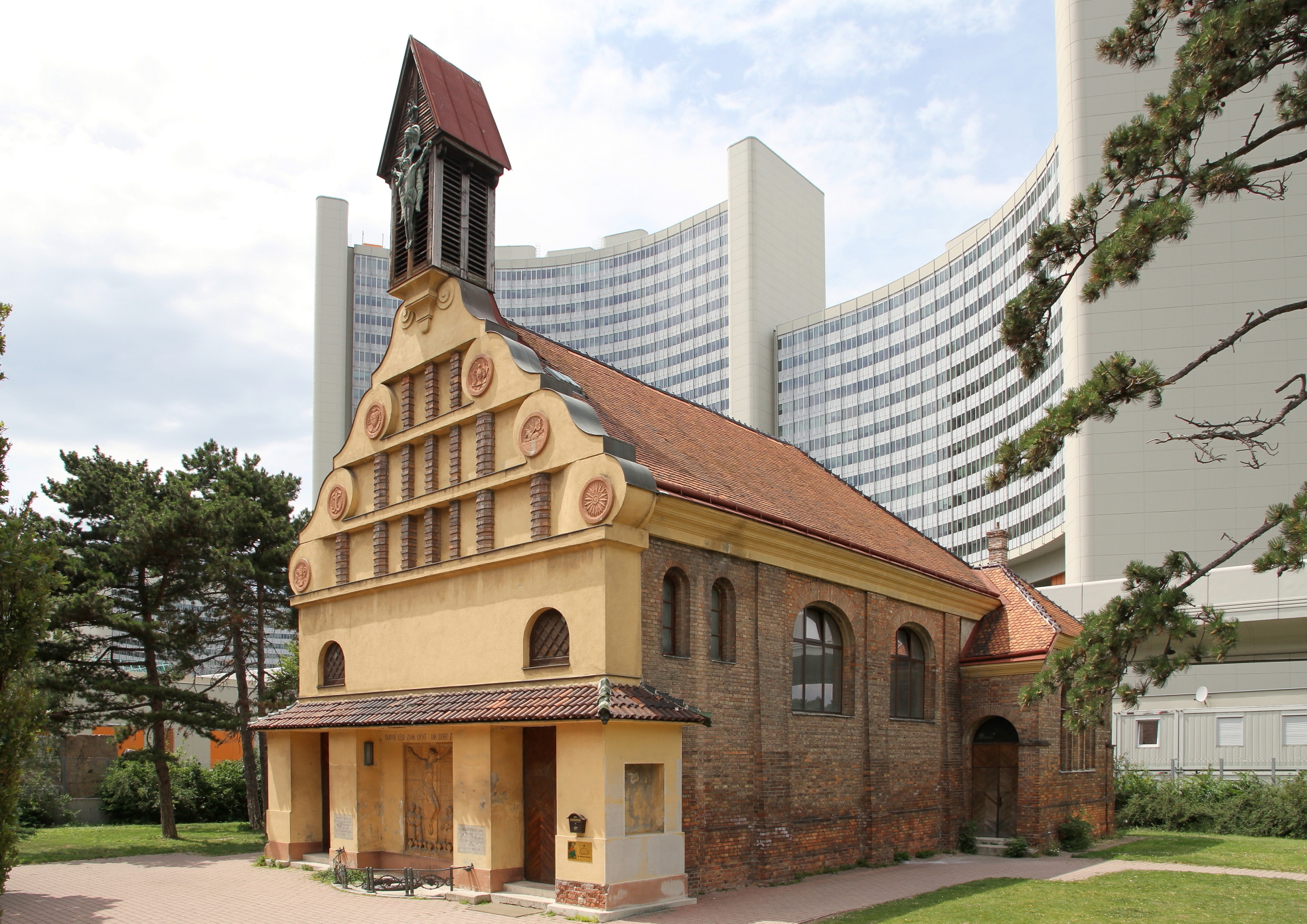
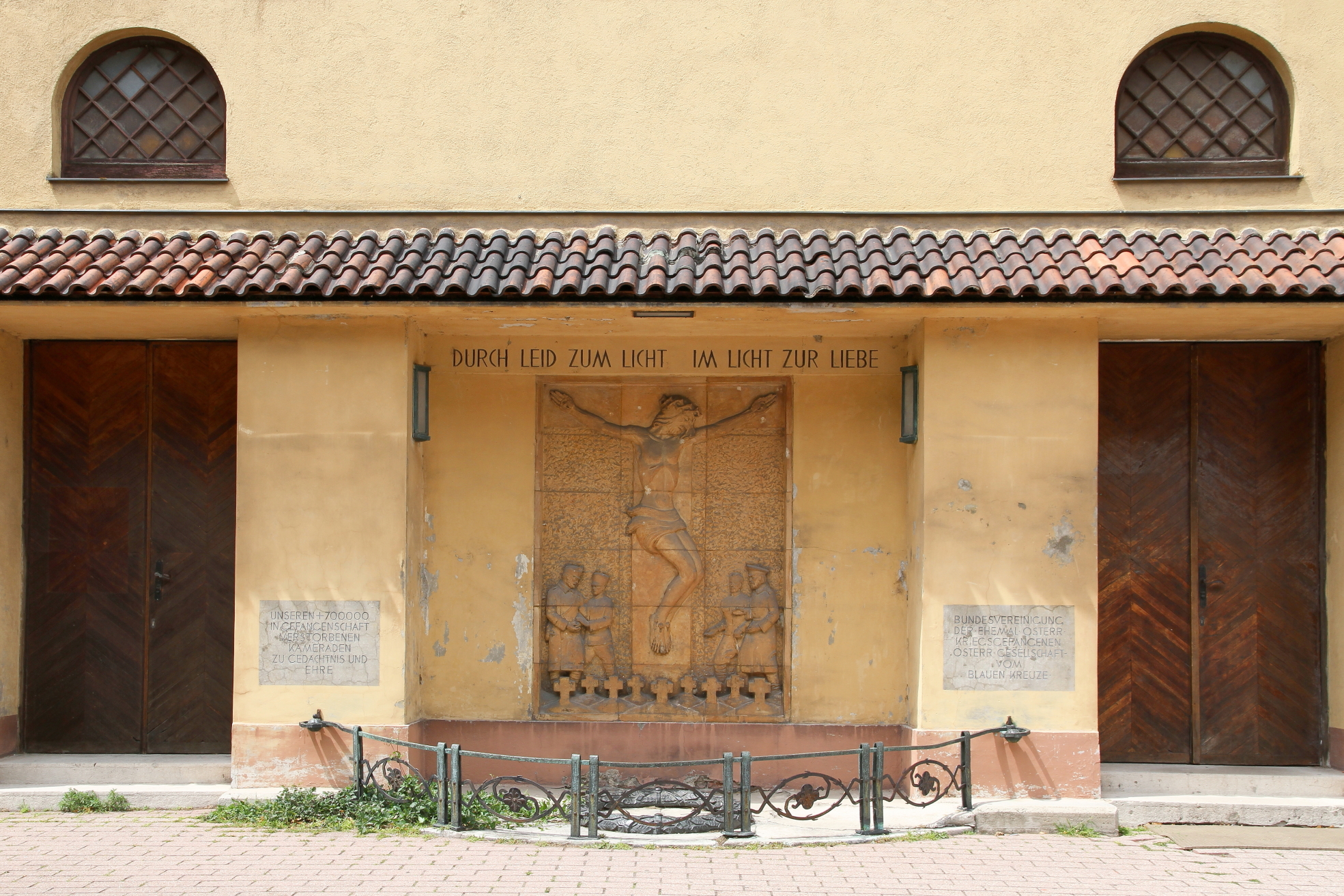
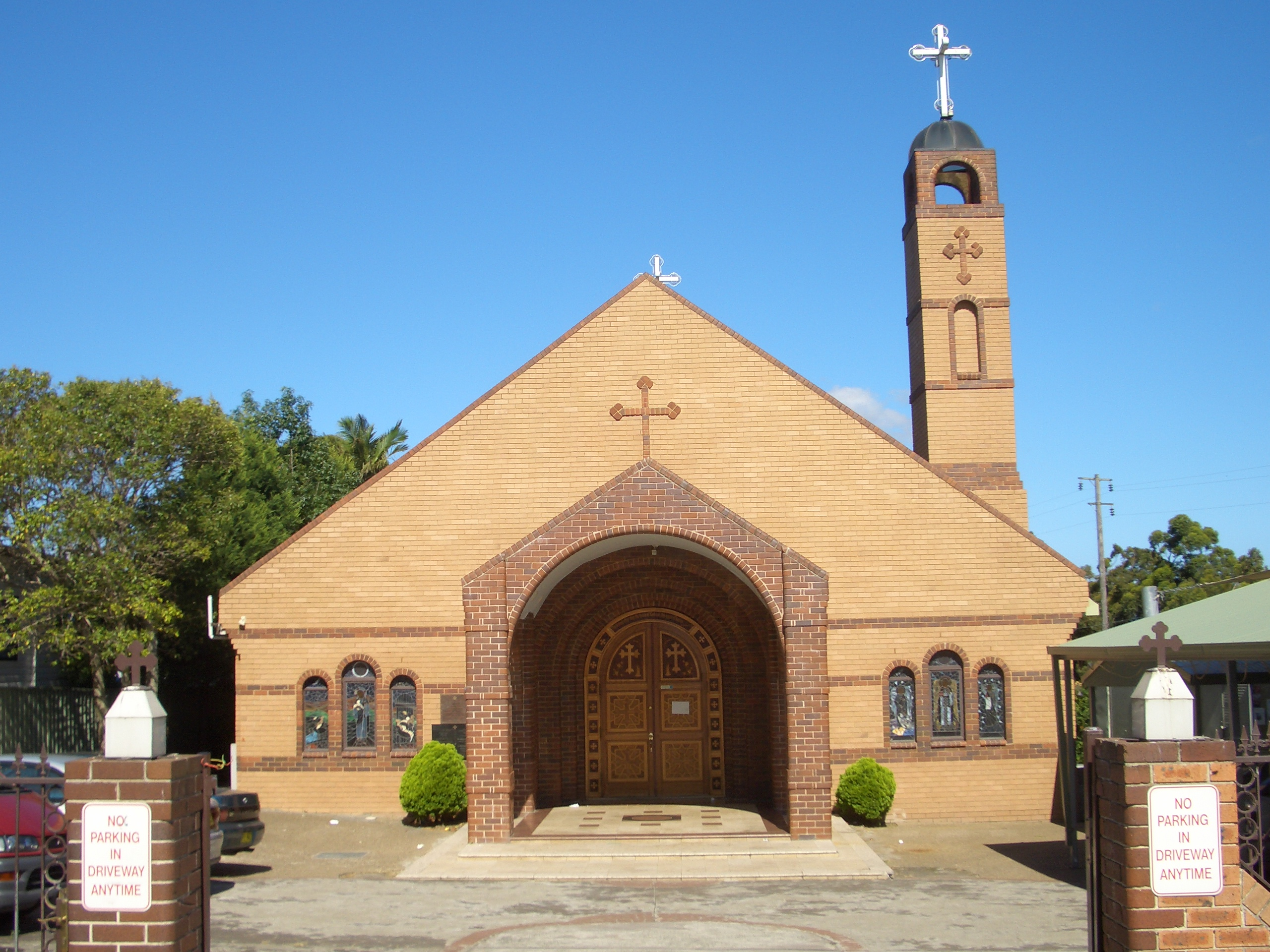
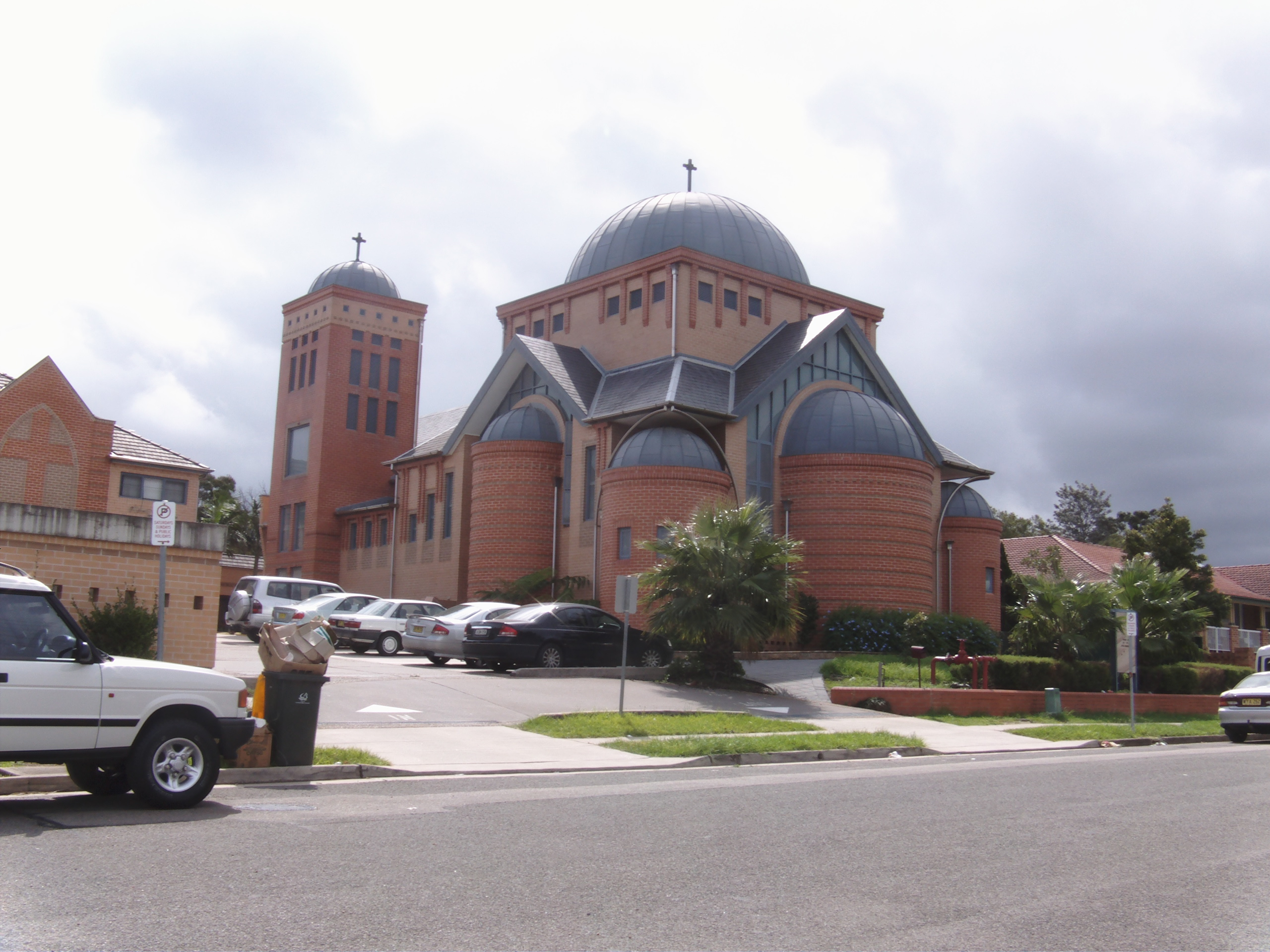
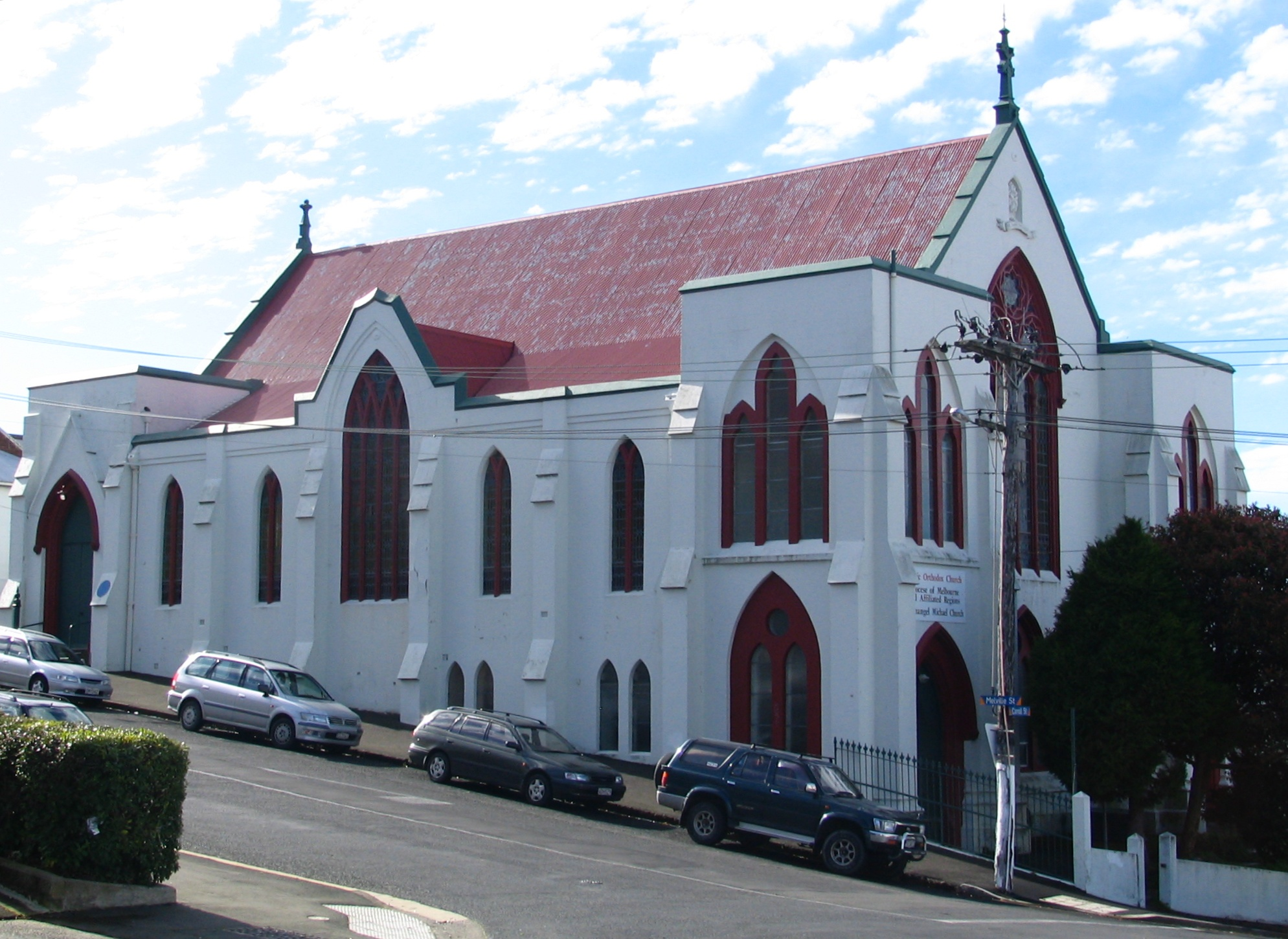
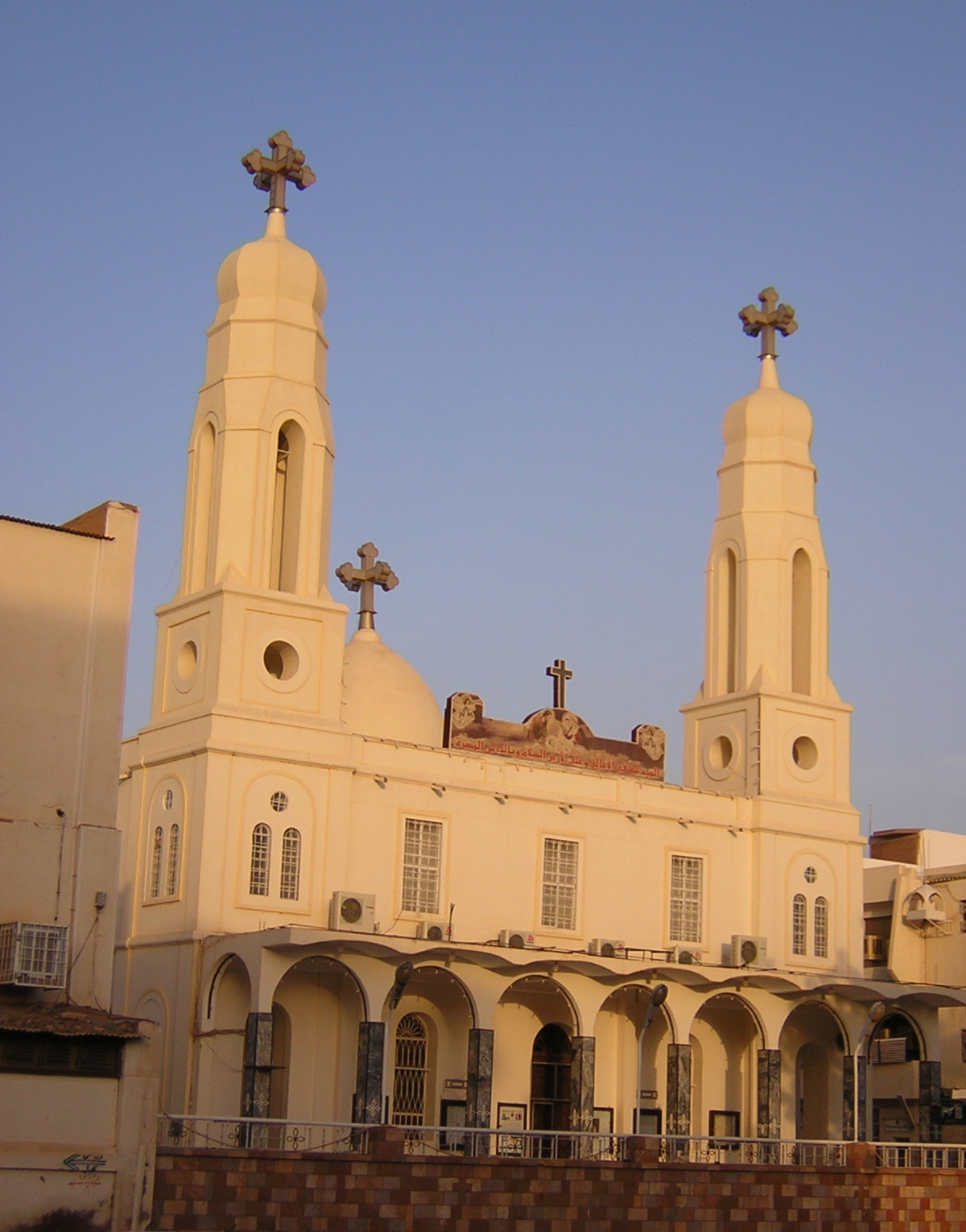
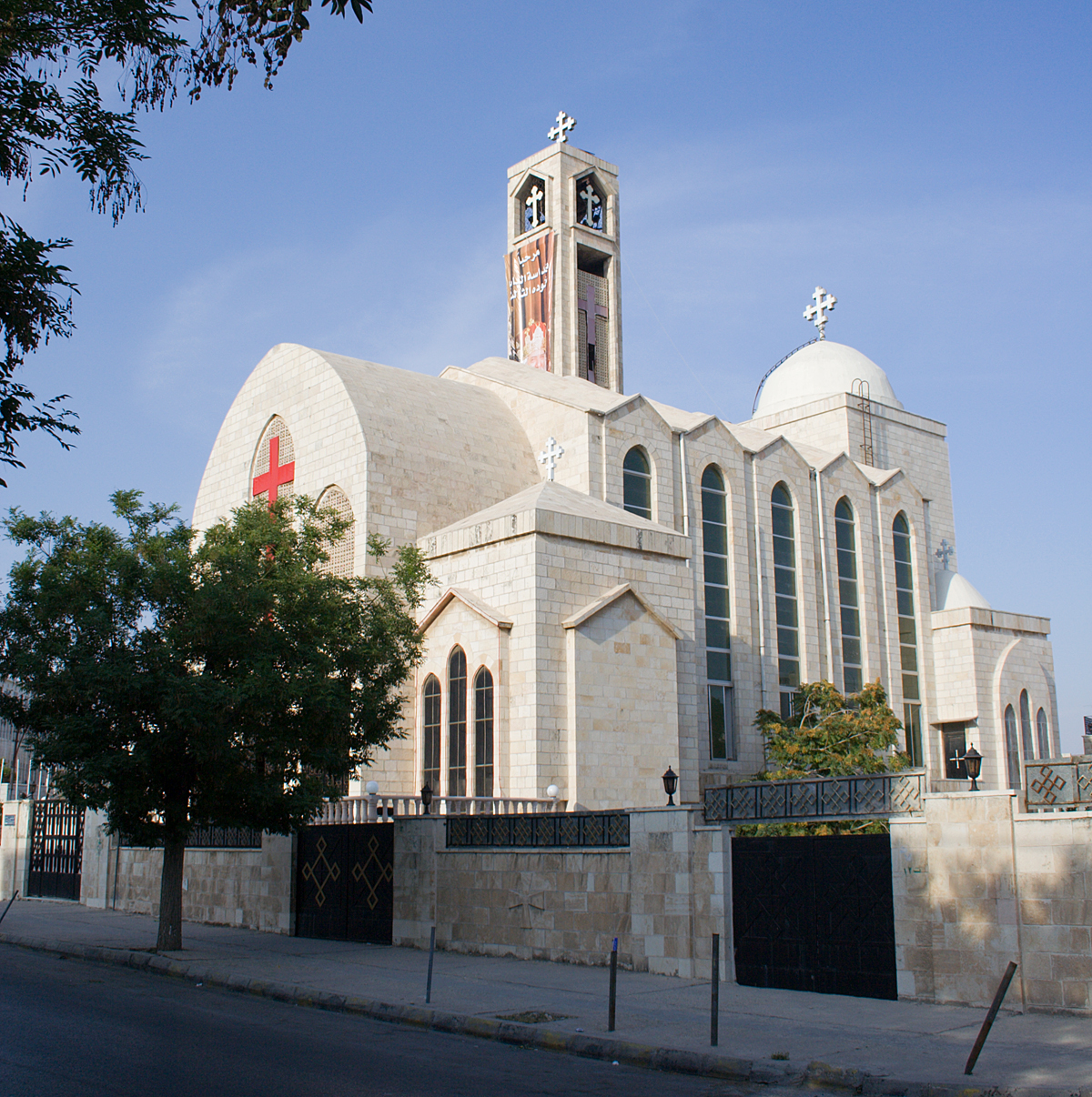
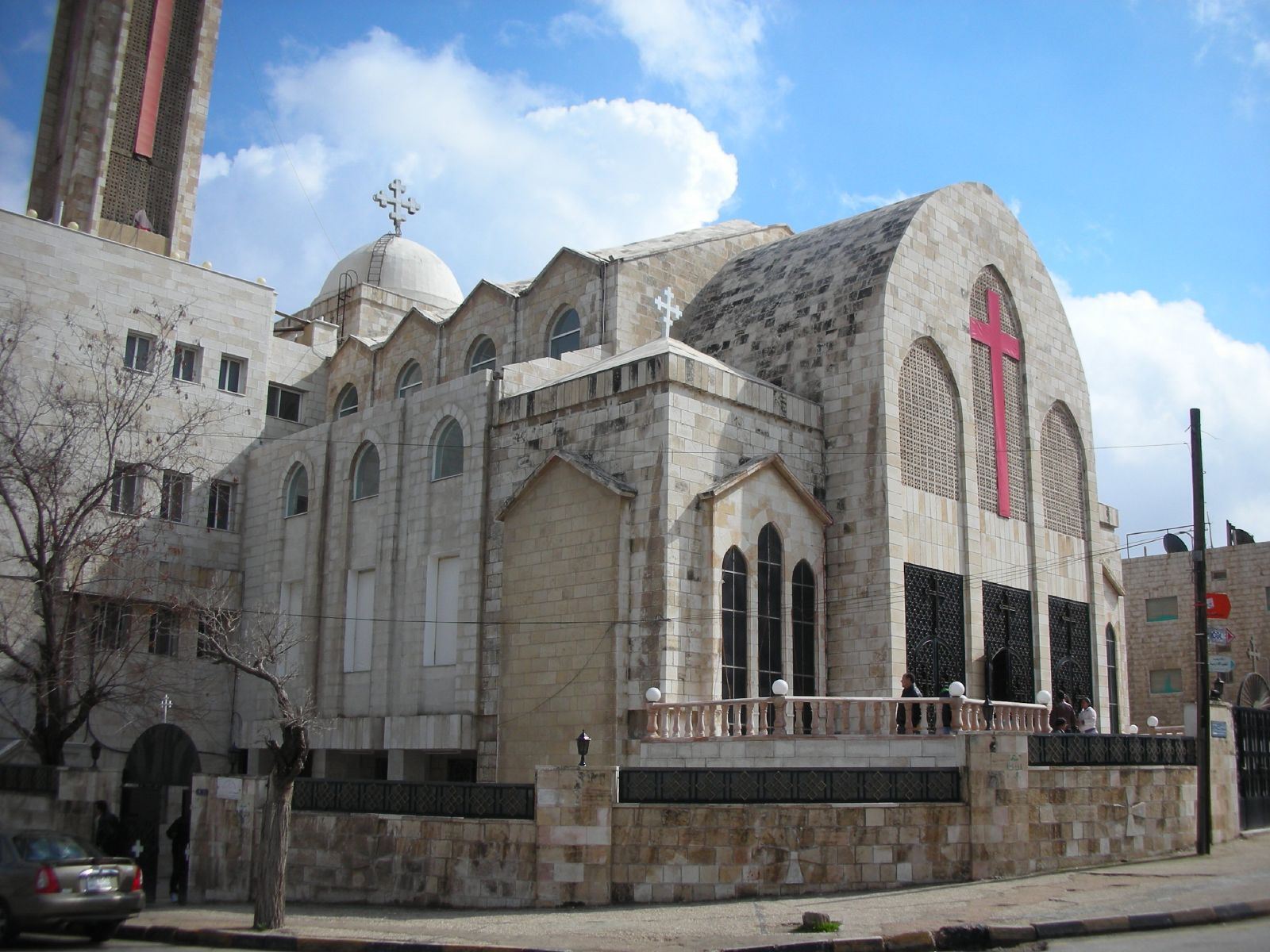
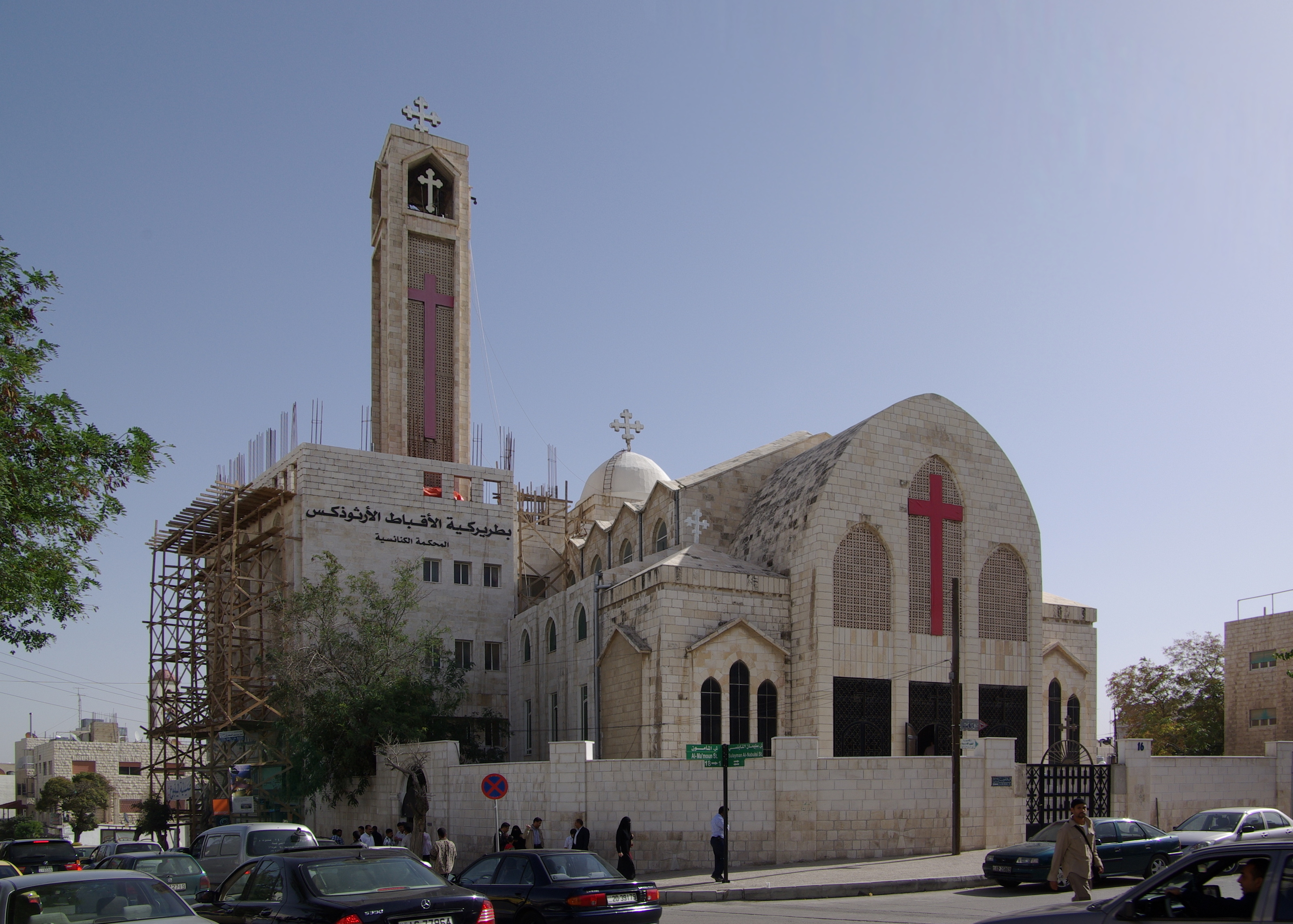